# Žertovná šachová úloha
Žertovná šachová úloha je šachová úloha, která na rozdíl od běžných úloh kompozičního šachu s vážně míněnými tématy, jako jsou například témata Grimshaw, Novotný nebo Lačný, používá jako jeden ze svých hlavních nebo vedlejších prvků humor. Žertovnou šachovou úlohu nebývá složité řešit, ale existují výjimky. V některých případech se skladatel, ve snaze zabránit řešiteli uspět klasickou analýzou, uchýlí k různým trikům. V jiných případech humor vychází z neobvyklých závěrečných pozic. Humor hraje svou roli také v mnoha běžných šachových úlohách, protože jejich řešení zdánlivě odporuje logice šachové hry.

## Samořešitelné úlohy
|   | a | b | c | d | e | f | g | h |   |
| 8 | a8 bílý král · c8 černý král · a7 bílý pěšec · c7 bílý pěšec · d7 černý pěšec · b6 černý pěšec · d6 bílý pěšec · a4 černý pěšec · a3 bílý pěšec · d3 bílý pěšec | a8 bílý král · c8 černý král · a7 bílý pěšec · c7 bílý pěšec · d7 černý pěšec · b6 černý pěšec · d6 bílý pěšec · a4 černý pěšec · a3 bílý pěšec · d3 bílý pěšec | a8 bílý král · c8 černý král · a7 bílý pěšec · c7 bílý pěšec · d7 černý pěšec · b6 černý pěšec · d6 bílý pěšec · a4 černý pěšec · a3 bílý pěšec · d3 bílý pěšec | a8 bílý král · c8 černý král · a7 bílý pěšec · c7 bílý pěšec · d7 černý pěšec · b6 černý pěšec · d6 bílý pěšec · a4 černý pěšec · a3 bílý pěšec · d3 bílý pěšec | a8 bílý král · c8 černý král · a7 bílý pěšec · c7 bílý pěšec · d7 černý pěšec · b6 černý pěšec · d6 bílý pěšec · a4 černý pěšec · a3 bílý pěšec · d3 bílý pěšec | a8 bílý král · c8 černý král · a7 bílý pěšec · c7 bílý pěšec · d7 černý pěšec · b6 černý pěšec · d6 bílý pěšec · a4 černý pěšec · a3 bílý pěšec · d3 bílý pěšec | a8 bílý král · c8 černý král · a7 bílý pěšec · c7 bílý pěšec · d7 černý pěšec · b6 černý pěšec · d6 bílý pěšec · a4 černý pěšec · a3 bílý pěšec · d3 bílý pěšec | a8 bílý král · c8 černý král · a7 bílý pěšec · c7 bílý pěšec · d7 černý pěšec · b6 černý pěšec · d6 bílý pěšec · a4 černý pěšec · a3 bílý pěšec · d3 bílý pěšec | 8 |
| 7 | a8 bílý král · c8 černý král · a7 bílý pěšec · c7 bílý pěšec · d7 černý pěšec · b6 černý pěšec · d6 bílý pěšec · a4 černý pěšec · a3 bílý pěšec · d3 bílý pěšec | a8 bílý král · c8 černý král · a7 bílý pěšec · c7 bílý pěšec · d7 černý pěšec · b6 černý pěšec · d6 bílý pěšec · a4 černý pěšec · a3 bílý pěšec · d3 bílý pěšec | a8 bílý král · c8 černý král · a7 bílý pěšec · c7 bílý pěšec · d7 černý pěšec · b6 černý pěšec · d6 bílý pěšec · a4 černý pěšec · a3 bílý pěšec · d3 bílý pěšec | a8 bílý král · c8 černý král · a7 bílý pěšec · c7 bílý pěšec · d7 černý pěšec · b6 černý pěšec · d6 bílý pěšec · a4 černý pěšec · a3 bílý pěšec · d3 bílý pěšec | a8 bílý král · c8 černý král · a7 bílý pěšec · c7 bílý pěšec · d7 černý pěšec · b6 černý pěšec · d6 bílý pěšec · a4 černý pěšec · a3 bílý pěšec · d3 bílý pěšec | a8 bílý král · c8 černý král · a7 bílý pěšec · c7 bílý pěšec · d7 černý pěšec · b6 černý pěšec · d6 bílý pěšec · a4 černý pěšec · a3 bílý pěšec · d3 bílý pěšec | a8 bílý král · c8 černý král · a7 bílý pěšec · c7 bílý pěšec · d7 černý pěšec · b6 černý pěšec · d6 bílý pěšec · a4 černý pěšec · a3 bílý pěšec · d3 bílý pěšec | a8 bílý král · c8 černý král · a7 bílý pěšec · c7 bílý pěšec · d7 černý pěšec · b6 černý pěšec · d6 bílý pěšec · a4 černý pěšec · a3 bílý pěšec · d3 bílý pěšec | 7 |
| 6 | a8 bílý král · c8 černý král · a7 bílý pěšec · c7 bílý pěšec · d7 černý pěšec · b6 černý pěšec · d6 bílý pěšec · a4 černý pěšec · a3 bílý pěšec · d3 bílý pěšec | a8 bílý král · c8 černý král · a7 bílý pěšec · c7 bílý pěšec · d7 černý pěšec · b6 černý pěšec · d6 bílý pěšec · a4 černý pěšec · a3 bílý pěšec · d3 bílý pěšec | a8 bílý král · c8 černý král · a7 bílý pěšec · c7 bílý pěšec · d7 černý pěšec · b6 černý pěšec · d6 bílý pěšec · a4 černý pěšec · a3 bílý pěšec · d3 bílý pěšec | a8 bílý král · c8 černý král · a7 bílý pěšec · c7 bílý pěšec · d7 černý pěšec · b6 černý pěšec · d6 bílý pěšec · a4 černý pěšec · a3 bílý pěšec · d3 bílý pěšec | a8 bílý král · c8 černý král · a7 bílý pěšec · c7 bílý pěšec · d7 černý pěšec · b6 černý pěšec · d6 bílý pěšec · a4 černý pěšec · a3 bílý pěšec · d3 bílý pěšec | a8 bílý král · c8 černý král · a7 bílý pěšec · c7 bílý pěšec · d7 černý pěšec · b6 černý pěšec · d6 bílý pěšec · a4 černý pěšec · a3 bílý pěšec · d3 bílý pěšec | a8 bílý král · c8 černý král · a7 bílý pěšec · c7 bílý pěšec · d7 černý pěšec · b6 černý pěšec · d6 bílý pěšec · a4 černý pěšec · a3 bílý pěšec · d3 bílý pěšec | a8 bílý král · c8 černý král · a7 bílý pěšec · c7 bílý pěšec · d7 černý pěšec · b6 černý pěšec · d6 bílý pěšec · a4 černý pěšec · a3 bílý pěšec · d3 bílý pěšec | 6 |
| 5 | a8 bílý král · c8 černý král · a7 bílý pěšec · c7 bílý pěšec · d7 černý pěšec · b6 černý pěšec · d6 bílý pěšec · a4 černý pěšec · a3 bílý pěšec · d3 bílý pěšec | a8 bílý král · c8 černý král · a7 bílý pěšec · c7 bílý pěšec · d7 černý pěšec · b6 černý pěšec · d6 bílý pěšec · a4 černý pěšec · a3 bílý pěšec · d3 bílý pěšec | a8 bílý král · c8 černý král · a7 bílý pěšec · c7 bílý pěšec · d7 černý pěšec · b6 černý pěšec · d6 bílý pěšec · a4 černý pěšec · a3 bílý pěšec · d3 bílý pěšec | a8 bílý král · c8 černý král · a7 bílý pěšec · c7 bílý pěšec · d7 černý pěšec · b6 černý pěšec · d6 bílý pěšec · a4 černý pěšec · a3 bílý pěšec · d3 bílý pěšec | a8 bílý král · c8 černý král · a7 bílý pěšec · c7 bílý pěšec · d7 černý pěšec · b6 černý pěšec · d6 bílý pěšec · a4 černý pěšec · a3 bílý pěšec · d3 bílý pěšec | a8 bílý král · c8 černý král · a7 bílý pěšec · c7 bílý pěšec · d7 černý pěšec · b6 černý pěšec · d6 bílý pěšec · a4 černý pěšec · a3 bílý pěšec · d3 bílý pěšec | a8 bílý král · c8 černý král · a7 bílý pěšec · c7 bílý pěšec · d7 černý pěšec · b6 černý pěšec · d6 bílý pěšec · a4 černý pěšec · a3 bílý pěšec · d3 bílý pěšec | a8 bílý král · c8 černý král · a7 bílý pěšec · c7 bílý pěšec · d7 černý pěšec · b6 černý pěšec · d6 bílý pěšec · a4 černý pěšec · a3 bílý pěšec · d3 bílý pěšec | 5 |
| 4 | a8 bílý král · c8 černý král · a7 bílý pěšec · c7 bílý pěšec · d7 černý pěšec · b6 černý pěšec · d6 bílý pěšec · a4 černý pěšec · a3 bílý pěšec · d3 bílý pěšec | a8 bílý král · c8 černý král · a7 bílý pěšec · c7 bílý pěšec · d7 černý pěšec · b6 černý pěšec · d6 bílý pěšec · a4 černý pěšec · a3 bílý pěšec · d3 bílý pěšec | a8 bílý král · c8 černý král · a7 bílý pěšec · c7 bílý pěšec · d7 černý pěšec · b6 černý pěšec · d6 bílý pěšec · a4 černý pěšec · a3 bílý pěšec · d3 bílý pěšec | a8 bílý král · c8 černý král · a7 bílý pěšec · c7 bílý pěšec · d7 černý pěšec · b6 černý pěšec · d6 bílý pěšec · a4 černý pěšec · a3 bílý pěšec · d3 bílý pěšec | a8 bílý král · c8 černý král · a7 bílý pěšec · c7 bílý pěšec · d7 černý pěšec · b6 černý pěšec · d6 bílý pěšec · a4 černý pěšec · a3 bílý pěšec · d3 bílý pěšec | a8 bílý král · c8 černý král · a7 bílý pěšec · c7 bílý pěšec · d7 černý pěšec · b6 černý pěšec · d6 bílý pěšec · a4 černý pěšec · a3 bílý pěšec · d3 bílý pěšec | a8 bílý král · c8 černý král · a7 bílý pěšec · c7 bílý pěšec · d7 černý pěšec · b6 černý pěšec · d6 bílý pěšec · a4 černý pěšec · a3 bílý pěšec · d3 bílý pěšec | a8 bílý král · c8 černý král · a7 bílý pěšec · c7 bílý pěšec · d7 černý pěšec · b6 černý pěšec · d6 bílý pěšec · a4 černý pěšec · a3 bílý pěšec · d3 bílý pěšec | 4 |
| 3 | a8 bílý král · c8 černý král · a7 bílý pěšec · c7 bílý pěšec · d7 černý pěšec · b6 černý pěšec · d6 bílý pěšec · a4 černý pěšec · a3 bílý pěšec · d3 bílý pěšec | a8 bílý král · c8 černý král · a7 bílý pěšec · c7 bílý pěšec · d7 černý pěšec · b6 černý pěšec · d6 bílý pěšec · a4 černý pěšec · a3 bílý pěšec · d3 bílý pěšec | a8 bílý král · c8 černý král · a7 bílý pěšec · c7 bílý pěšec · d7 černý pěšec · b6 černý pěšec · d6 bílý pěšec · a4 černý pěšec · a3 bílý pěšec · d3 bílý pěšec | a8 bílý král · c8 černý král · a7 bílý pěšec · c7 bílý pěšec · d7 černý pěšec · b6 černý pěšec · d6 bílý pěšec · a4 černý pěšec · a3 bílý pěšec · d3 bílý pěšec | a8 bílý král · c8 černý král · a7 bílý pěšec · c7 bílý pěšec · d7 černý pěšec · b6 černý pěšec · d6 bílý pěšec · a4 černý pěšec · a3 bílý pěšec · d3 bílý pěšec | a8 bílý král · c8 černý král · a7 bílý pěšec · c7 bílý pěšec · d7 černý pěšec · b6 černý pěšec · d6 bílý pěšec · a4 černý pěšec · a3 bílý pěšec · d3 bílý pěšec | a8 bílý král · c8 černý král · a7 bílý pěšec · c7 bílý pěšec · d7 černý pěšec · b6 černý pěšec · d6 bílý pěšec · a4 černý pěšec · a3 bílý pěšec · d3 bílý pěšec | a8 bílý král · c8 černý král · a7 bílý pěšec · c7 bílý pěšec · d7 černý pěšec · b6 černý pěšec · d6 bílý pěšec · a4 černý pěšec · a3 bílý pěšec · d3 bílý pěšec | 3 |
| 2 | a8 bílý král · c8 černý král · a7 bílý pěšec · c7 bílý pěšec · d7 černý pěšec · b6 černý pěšec · d6 bílý pěšec · a4 černý pěšec · a3 bílý pěšec · d3 bílý pěšec | a8 bílý král · c8 černý král · a7 bílý pěšec · c7 bílý pěšec · d7 černý pěšec · b6 černý pěšec · d6 bílý pěšec · a4 černý pěšec · a3 bílý pěšec · d3 bílý pěšec | a8 bílý král · c8 černý král · a7 bílý pěšec · c7 bílý pěšec · d7 černý pěšec · b6 černý pěšec · d6 bílý pěšec · a4 černý pěšec · a3 bílý pěšec · d3 bílý pěšec | a8 bílý král · c8 černý král · a7 bílý pěšec · c7 bílý pěšec · d7 černý pěšec · b6 černý pěšec · d6 bílý pěšec · a4 černý pěšec · a3 bílý pěšec · d3 bílý pěšec | a8 bílý král · c8 černý král · a7 bílý pěšec · c7 bílý pěšec · d7 černý pěšec · b6 černý pěšec · d6 bílý pěšec · a4 černý pěšec · a3 bílý pěšec · d3 bílý pěšec | a8 bílý král · c8 černý král · a7 bílý pěšec · c7 bílý pěšec · d7 černý pěšec · b6 černý pěšec · d6 bílý pěšec · a4 černý pěšec · a3 bílý pěšec · d3 bílý pěšec | a8 bílý král · c8 černý král · a7 bílý pěšec · c7 bílý pěšec · d7 černý pěšec · b6 černý pěšec · d6 bílý pěšec · a4 černý pěšec · a3 bílý pěšec · d3 bílý pěšec | a8 bílý král · c8 černý král · a7 bílý pěšec · c7 bílý pěšec · d7 černý pěšec · b6 černý pěšec · d6 bílý pěšec · a4 černý pěšec · a3 bílý pěšec · d3 bílý pěšec | 2 |
| 1 | a8 bílý král · c8 černý král · a7 bílý pěšec · c7 bílý pěšec · d7 černý pěšec · b6 černý pěšec · d6 bílý pěšec · a4 černý pěšec · a3 bílý pěšec · d3 bílý pěšec | a8 bílý král · c8 černý král · a7 bílý pěšec · c7 bílý pěšec · d7 černý pěšec · b6 černý pěšec · d6 bílý pěšec · a4 černý pěšec · a3 bílý pěšec · d3 bílý pěšec | a8 bílý král · c8 černý král · a7 bílý pěšec · c7 bílý pěšec · d7 černý pěšec · b6 černý pěšec · d6 bílý pěšec · a4 černý pěšec · a3 bílý pěšec · d3 bílý pěšec | a8 bílý král · c8 černý král · a7 bílý pěšec · c7 bílý pěšec · d7 černý pěšec · b6 černý pěšec · d6 bílý pěšec · a4 černý pěšec · a3 bílý pěšec · d3 bílý pěšec | a8 bílý král · c8 černý král · a7 bílý pěšec · c7 bílý pěšec · d7 černý pěšec · b6 černý pěšec · d6 bílý pěšec · a4 černý pěšec · a3 bílý pěšec · d3 bílý pěšec | a8 bílý král · c8 černý král · a7 bílý pěšec · c7 bílý pěšec · d7 černý pěšec · b6 černý pěšec · d6 bílý pěšec · a4 černý pěšec · a3 bílý pěšec · d3 bílý pěšec | a8 bílý král · c8 černý král · a7 bílý pěšec · c7 bílý pěšec · d7 černý pěšec · b6 černý pěšec · d6 bílý pěšec · a4 černý pěšec · a3 bílý pěšec · d3 bílý pěšec | a8 bílý král · c8 černý král · a7 bílý pěšec · c7 bílý pěšec · d7 černý pěšec · b6 černý pěšec · d6 bílý pěšec · a4 černý pěšec · a3 bílý pěšec · d3 bílý pěšec | 1 |
|   | a | b | c | d | e | f | g | h |   |

Některé problémy v podstatě vůbec problémy nejsou. Zadání šachové úlohy na diagramu vpravo ukládá bílému dát černému mat v 6 tazích. Vtip v tomto případě spočívá v tom, že při dodržení šachových pravidel bílý ani nemá jinou možnost, než dát černému mat v 6 tazích: dostupné povolené tahy vedou přímo k „řešení“:
1. d4 b5
2. d5 b4
3. axb4 a3
4. b5 a2
5. b6 a1D
6. b7 mat.

## Nekonvenční řešení šachových úloh
|   | a                                                                         | b                                                                         | c                                                                         | d                                                                         | e                                                                         | f                                                                         | g                                                                         | h                                                                         |   |
| 8 | a8 černý věž · a7 černý král · b7 bílý pěšec · c7 bílý věž · a5 bílý král | a8 černý věž · a7 černý král · b7 bílý pěšec · c7 bílý věž · a5 bílý král | a8 černý věž · a7 černý král · b7 bílý pěšec · c7 bílý věž · a5 bílý král | a8 černý věž · a7 černý král · b7 bílý pěšec · c7 bílý věž · a5 bílý král | a8 černý věž · a7 černý král · b7 bílý pěšec · c7 bílý věž · a5 bílý král | a8 černý věž · a7 černý král · b7 bílý pěšec · c7 bílý věž · a5 bílý král | a8 černý věž · a7 černý král · b7 bílý pěšec · c7 bílý věž · a5 bílý král | a8 černý věž · a7 černý král · b7 bílý pěšec · c7 bílý věž · a5 bílý král | 8 |
| 7 | a8 černý věž · a7 černý král · b7 bílý pěšec · c7 bílý věž · a5 bílý král | a8 černý věž · a7 černý král · b7 bílý pěšec · c7 bílý věž · a5 bílý král | a8 černý věž · a7 černý král · b7 bílý pěšec · c7 bílý věž · a5 bílý král | a8 černý věž · a7 černý král · b7 bílý pěšec · c7 bílý věž · a5 bílý král | a8 černý věž · a7 černý král · b7 bílý pěšec · c7 bílý věž · a5 bílý král | a8 černý věž · a7 černý král · b7 bílý pěšec · c7 bílý věž · a5 bílý král | a8 černý věž · a7 černý král · b7 bílý pěšec · c7 bílý věž · a5 bílý král | a8 černý věž · a7 černý král · b7 bílý pěšec · c7 bílý věž · a5 bílý král | 7 |
| 6 | a8 černý věž · a7 černý král · b7 bílý pěšec · c7 bílý věž · a5 bílý král | a8 černý věž · a7 černý král · b7 bílý pěšec · c7 bílý věž · a5 bílý král | a8 černý věž · a7 černý král · b7 bílý pěšec · c7 bílý věž · a5 bílý král | a8 černý věž · a7 černý král · b7 bílý pěšec · c7 bílý věž · a5 bílý král | a8 černý věž · a7 černý král · b7 bílý pěšec · c7 bílý věž · a5 bílý král | a8 černý věž · a7 černý král · b7 bílý pěšec · c7 bílý věž · a5 bílý král | a8 černý věž · a7 černý král · b7 bílý pěšec · c7 bílý věž · a5 bílý král | a8 černý věž · a7 černý král · b7 bílý pěšec · c7 bílý věž · a5 bílý král | 6 |
| 5 | a8 černý věž · a7 černý král · b7 bílý pěšec · c7 bílý věž · a5 bílý král | a8 černý věž · a7 černý král · b7 bílý pěšec · c7 bílý věž · a5 bílý král | a8 černý věž · a7 černý král · b7 bílý pěšec · c7 bílý věž · a5 bílý král | a8 černý věž · a7 černý král · b7 bílý pěšec · c7 bílý věž · a5 bílý král | a8 černý věž · a7 černý král · b7 bílý pěšec · c7 bílý věž · a5 bílý král | a8 černý věž · a7 černý král · b7 bílý pěšec · c7 bílý věž · a5 bílý král | a8 černý věž · a7 černý král · b7 bílý pěšec · c7 bílý věž · a5 bílý král | a8 černý věž · a7 černý král · b7 bílý pěšec · c7 bílý věž · a5 bílý král | 5 |
| 4 | a8 černý věž · a7 černý král · b7 bílý pěšec · c7 bílý věž · a5 bílý král | a8 černý věž · a7 černý král · b7 bílý pěšec · c7 bílý věž · a5 bílý král | a8 černý věž · a7 černý král · b7 bílý pěšec · c7 bílý věž · a5 bílý král | a8 černý věž · a7 černý král · b7 bílý pěšec · c7 bílý věž · a5 bílý král | a8 černý věž · a7 černý král · b7 bílý pěšec · c7 bílý věž · a5 bílý král | a8 černý věž · a7 černý král · b7 bílý pěšec · c7 bílý věž · a5 bílý král | a8 černý věž · a7 černý král · b7 bílý pěšec · c7 bílý věž · a5 bílý král | a8 černý věž · a7 černý král · b7 bílý pěšec · c7 bílý věž · a5 bílý král | 4 |
| 3 | a8 černý věž · a7 černý král · b7 bílý pěšec · c7 bílý věž · a5 bílý král | a8 černý věž · a7 černý král · b7 bílý pěšec · c7 bílý věž · a5 bílý král | a8 černý věž · a7 černý král · b7 bílý pěšec · c7 bílý věž · a5 bílý král | a8 černý věž · a7 černý král · b7 bílý pěšec · c7 bílý věž · a5 bílý král | a8 černý věž · a7 černý král · b7 bílý pěšec · c7 bílý věž · a5 bílý král | a8 černý věž · a7 černý král · b7 bílý pěšec · c7 bílý věž · a5 bílý král | a8 černý věž · a7 černý král · b7 bílý pěšec · c7 bílý věž · a5 bílý král | a8 černý věž · a7 černý král · b7 bílý pěšec · c7 bílý věž · a5 bílý král | 3 |
| 2 | a8 černý věž · a7 černý král · b7 bílý pěšec · c7 bílý věž · a5 bílý král | a8 černý věž · a7 černý král · b7 bílý pěšec · c7 bílý věž · a5 bílý král | a8 černý věž · a7 černý král · b7 bílý pěšec · c7 bílý věž · a5 bílý král | a8 černý věž · a7 černý král · b7 bílý pěšec · c7 bílý věž · a5 bílý král | a8 černý věž · a7 černý král · b7 bílý pěšec · c7 bílý věž · a5 bílý král | a8 černý věž · a7 černý král · b7 bílý pěšec · c7 bílý věž · a5 bílý král | a8 černý věž · a7 černý král · b7 bílý pěšec · c7 bílý věž · a5 bílý král | a8 černý věž · a7 černý král · b7 bílý pěšec · c7 bílý věž · a5 bílý král | 2 |
| 1 | a8 černý věž · a7 černý král · b7 bílý pěšec · c7 bílý věž · a5 bílý král | a8 černý věž · a7 černý král · b7 bílý pěšec · c7 bílý věž · a5 bílý král | a8 černý věž · a7 černý král · b7 bílý pěšec · c7 bílý věž · a5 bílý král | a8 černý věž · a7 černý král · b7 bílý pěšec · c7 bílý věž · a5 bílý král | a8 černý věž · a7 černý král · b7 bílý pěšec · c7 bílý věž · a5 bílý král | a8 černý věž · a7 černý král · b7 bílý pěšec · c7 bílý věž · a5 bílý král | a8 černý věž · a7 černý král · b7 bílý pěšec · c7 bílý věž · a5 bílý král | a8 černý věž · a7 černý král · b7 bílý pěšec · c7 bílý věž · a5 bílý král | 1 |
|   | a                                                                         | b                                                                         | c                                                                         | d                                                                         | e                                                                         | f                                                                         | g                                                                         | h                                                                         |   |

|   | a | b | c | d | e | f | g | h |   |
| 8 | e6 bílý pěšec · d5 černý pěšec · c4 černý pěšec · g4 černý pěšec · b3 černý pěšec · c3 bílý pěšec · e3 černý král · f3 bílý pěšec · g3 bílý pěšec · h3 černý pěšec · b2 bílý pěšec · h2 bílý pěšec · a1 bílý věž · e1 bílý král · h1 bílý věž | e6 bílý pěšec · d5 černý pěšec · c4 černý pěšec · g4 černý pěšec · b3 černý pěšec · c3 bílý pěšec · e3 černý král · f3 bílý pěšec · g3 bílý pěšec · h3 černý pěšec · b2 bílý pěšec · h2 bílý pěšec · a1 bílý věž · e1 bílý král · h1 bílý věž | e6 bílý pěšec · d5 černý pěšec · c4 černý pěšec · g4 černý pěšec · b3 černý pěšec · c3 bílý pěšec · e3 černý král · f3 bílý pěšec · g3 bílý pěšec · h3 černý pěšec · b2 bílý pěšec · h2 bílý pěšec · a1 bílý věž · e1 bílý král · h1 bílý věž | e6 bílý pěšec · d5 černý pěšec · c4 černý pěšec · g4 černý pěšec · b3 černý pěšec · c3 bílý pěšec · e3 černý král · f3 bílý pěšec · g3 bílý pěšec · h3 černý pěšec · b2 bílý pěšec · h2 bílý pěšec · a1 bílý věž · e1 bílý král · h1 bílý věž | e6 bílý pěšec · d5 černý pěšec · c4 černý pěšec · g4 černý pěšec · b3 černý pěšec · c3 bílý pěšec · e3 černý král · f3 bílý pěšec · g3 bílý pěšec · h3 černý pěšec · b2 bílý pěšec · h2 bílý pěšec · a1 bílý věž · e1 bílý král · h1 bílý věž | e6 bílý pěšec · d5 černý pěšec · c4 černý pěšec · g4 černý pěšec · b3 černý pěšec · c3 bílý pěšec · e3 černý král · f3 bílý pěšec · g3 bílý pěšec · h3 černý pěšec · b2 bílý pěšec · h2 bílý pěšec · a1 bílý věž · e1 bílý král · h1 bílý věž | e6 bílý pěšec · d5 černý pěšec · c4 černý pěšec · g4 černý pěšec · b3 černý pěšec · c3 bílý pěšec · e3 černý král · f3 bílý pěšec · g3 bílý pěšec · h3 černý pěšec · b2 bílý pěšec · h2 bílý pěšec · a1 bílý věž · e1 bílý král · h1 bílý věž | e6 bílý pěšec · d5 černý pěšec · c4 černý pěšec · g4 černý pěšec · b3 černý pěšec · c3 bílý pěšec · e3 černý král · f3 bílý pěšec · g3 bílý pěšec · h3 černý pěšec · b2 bílý pěšec · h2 bílý pěšec · a1 bílý věž · e1 bílý král · h1 bílý věž | 8 |
| 7 | e6 bílý pěšec · d5 černý pěšec · c4 černý pěšec · g4 černý pěšec · b3 černý pěšec · c3 bílý pěšec · e3 černý král · f3 bílý pěšec · g3 bílý pěšec · h3 černý pěšec · b2 bílý pěšec · h2 bílý pěšec · a1 bílý věž · e1 bílý král · h1 bílý věž | e6 bílý pěšec · d5 černý pěšec · c4 černý pěšec · g4 černý pěšec · b3 černý pěšec · c3 bílý pěšec · e3 černý král · f3 bílý pěšec · g3 bílý pěšec · h3 černý pěšec · b2 bílý pěšec · h2 bílý pěšec · a1 bílý věž · e1 bílý král · h1 bílý věž | e6 bílý pěšec · d5 černý pěšec · c4 černý pěšec · g4 černý pěšec · b3 černý pěšec · c3 bílý pěšec · e3 černý král · f3 bílý pěšec · g3 bílý pěšec · h3 černý pěšec · b2 bílý pěšec · h2 bílý pěšec · a1 bílý věž · e1 bílý král · h1 bílý věž | e6 bílý pěšec · d5 černý pěšec · c4 černý pěšec · g4 černý pěšec · b3 černý pěšec · c3 bílý pěšec · e3 černý král · f3 bílý pěšec · g3 bílý pěšec · h3 černý pěšec · b2 bílý pěšec · h2 bílý pěšec · a1 bílý věž · e1 bílý král · h1 bílý věž | e6 bílý pěšec · d5 černý pěšec · c4 černý pěšec · g4 černý pěšec · b3 černý pěšec · c3 bílý pěšec · e3 černý král · f3 bílý pěšec · g3 bílý pěšec · h3 černý pěšec · b2 bílý pěšec · h2 bílý pěšec · a1 bílý věž · e1 bílý král · h1 bílý věž | e6 bílý pěšec · d5 černý pěšec · c4 černý pěšec · g4 černý pěšec · b3 černý pěšec · c3 bílý pěšec · e3 černý král · f3 bílý pěšec · g3 bílý pěšec · h3 černý pěšec · b2 bílý pěšec · h2 bílý pěšec · a1 bílý věž · e1 bílý král · h1 bílý věž | e6 bílý pěšec · d5 černý pěšec · c4 černý pěšec · g4 černý pěšec · b3 černý pěšec · c3 bílý pěšec · e3 černý král · f3 bílý pěšec · g3 bílý pěšec · h3 černý pěšec · b2 bílý pěšec · h2 bílý pěšec · a1 bílý věž · e1 bílý král · h1 bílý věž | e6 bílý pěšec · d5 černý pěšec · c4 černý pěšec · g4 černý pěšec · b3 černý pěšec · c3 bílý pěšec · e3 černý král · f3 bílý pěšec · g3 bílý pěšec · h3 černý pěšec · b2 bílý pěšec · h2 bílý pěšec · a1 bílý věž · e1 bílý král · h1 bílý věž | 7 |
| 6 | e6 bílý pěšec · d5 černý pěšec · c4 černý pěšec · g4 černý pěšec · b3 černý pěšec · c3 bílý pěšec · e3 černý král · f3 bílý pěšec · g3 bílý pěšec · h3 černý pěšec · b2 bílý pěšec · h2 bílý pěšec · a1 bílý věž · e1 bílý král · h1 bílý věž | e6 bílý pěšec · d5 černý pěšec · c4 černý pěšec · g4 černý pěšec · b3 černý pěšec · c3 bílý pěšec · e3 černý král · f3 bílý pěšec · g3 bílý pěšec · h3 černý pěšec · b2 bílý pěšec · h2 bílý pěšec · a1 bílý věž · e1 bílý král · h1 bílý věž | e6 bílý pěšec · d5 černý pěšec · c4 černý pěšec · g4 černý pěšec · b3 černý pěšec · c3 bílý pěšec · e3 černý král · f3 bílý pěšec · g3 bílý pěšec · h3 černý pěšec · b2 bílý pěšec · h2 bílý pěšec · a1 bílý věž · e1 bílý král · h1 bílý věž | e6 bílý pěšec · d5 černý pěšec · c4 černý pěšec · g4 černý pěšec · b3 černý pěšec · c3 bílý pěšec · e3 černý král · f3 bílý pěšec · g3 bílý pěšec · h3 černý pěšec · b2 bílý pěšec · h2 bílý pěšec · a1 bílý věž · e1 bílý král · h1 bílý věž | e6 bílý pěšec · d5 černý pěšec · c4 černý pěšec · g4 černý pěšec · b3 černý pěšec · c3 bílý pěšec · e3 černý král · f3 bílý pěšec · g3 bílý pěšec · h3 černý pěšec · b2 bílý pěšec · h2 bílý pěšec · a1 bílý věž · e1 bílý král · h1 bílý věž | e6 bílý pěšec · d5 černý pěšec · c4 černý pěšec · g4 černý pěšec · b3 černý pěšec · c3 bílý pěšec · e3 černý král · f3 bílý pěšec · g3 bílý pěšec · h3 černý pěšec · b2 bílý pěšec · h2 bílý pěšec · a1 bílý věž · e1 bílý král · h1 bílý věž | e6 bílý pěšec · d5 černý pěšec · c4 černý pěšec · g4 černý pěšec · b3 černý pěšec · c3 bílý pěšec · e3 černý král · f3 bílý pěšec · g3 bílý pěšec · h3 černý pěšec · b2 bílý pěšec · h2 bílý pěšec · a1 bílý věž · e1 bílý král · h1 bílý věž | e6 bílý pěšec · d5 černý pěšec · c4 černý pěšec · g4 černý pěšec · b3 černý pěšec · c3 bílý pěšec · e3 černý král · f3 bílý pěšec · g3 bílý pěšec · h3 černý pěšec · b2 bílý pěšec · h2 bílý pěšec · a1 bílý věž · e1 bílý král · h1 bílý věž | 6 |
| 5 | e6 bílý pěšec · d5 černý pěšec · c4 černý pěšec · g4 černý pěšec · b3 černý pěšec · c3 bílý pěšec · e3 černý král · f3 bílý pěšec · g3 bílý pěšec · h3 černý pěšec · b2 bílý pěšec · h2 bílý pěšec · a1 bílý věž · e1 bílý král · h1 bílý věž | e6 bílý pěšec · d5 černý pěšec · c4 černý pěšec · g4 černý pěšec · b3 černý pěšec · c3 bílý pěšec · e3 černý král · f3 bílý pěšec · g3 bílý pěšec · h3 černý pěšec · b2 bílý pěšec · h2 bílý pěšec · a1 bílý věž · e1 bílý král · h1 bílý věž | e6 bílý pěšec · d5 černý pěšec · c4 černý pěšec · g4 černý pěšec · b3 černý pěšec · c3 bílý pěšec · e3 černý král · f3 bílý pěšec · g3 bílý pěšec · h3 černý pěšec · b2 bílý pěšec · h2 bílý pěšec · a1 bílý věž · e1 bílý král · h1 bílý věž | e6 bílý pěšec · d5 černý pěšec · c4 černý pěšec · g4 černý pěšec · b3 černý pěšec · c3 bílý pěšec · e3 černý král · f3 bílý pěšec · g3 bílý pěšec · h3 černý pěšec · b2 bílý pěšec · h2 bílý pěšec · a1 bílý věž · e1 bílý král · h1 bílý věž | e6 bílý pěšec · d5 černý pěšec · c4 černý pěšec · g4 černý pěšec · b3 černý pěšec · c3 bílý pěšec · e3 černý král · f3 bílý pěšec · g3 bílý pěšec · h3 černý pěšec · b2 bílý pěšec · h2 bílý pěšec · a1 bílý věž · e1 bílý král · h1 bílý věž | e6 bílý pěšec · d5 černý pěšec · c4 černý pěšec · g4 černý pěšec · b3 černý pěšec · c3 bílý pěšec · e3 černý král · f3 bílý pěšec · g3 bílý pěšec · h3 černý pěšec · b2 bílý pěšec · h2 bílý pěšec · a1 bílý věž · e1 bílý král · h1 bílý věž | e6 bílý pěšec · d5 černý pěšec · c4 černý pěšec · g4 černý pěšec · b3 černý pěšec · c3 bílý pěšec · e3 černý král · f3 bílý pěšec · g3 bílý pěšec · h3 černý pěšec · b2 bílý pěšec · h2 bílý pěšec · a1 bílý věž · e1 bílý král · h1 bílý věž | e6 bílý pěšec · d5 černý pěšec · c4 černý pěšec · g4 černý pěšec · b3 černý pěšec · c3 bílý pěšec · e3 černý král · f3 bílý pěšec · g3 bílý pěšec · h3 černý pěšec · b2 bílý pěšec · h2 bílý pěšec · a1 bílý věž · e1 bílý král · h1 bílý věž | 5 |
| 4 | e6 bílý pěšec · d5 černý pěšec · c4 černý pěšec · g4 černý pěšec · b3 černý pěšec · c3 bílý pěšec · e3 černý král · f3 bílý pěšec · g3 bílý pěšec · h3 černý pěšec · b2 bílý pěšec · h2 bílý pěšec · a1 bílý věž · e1 bílý král · h1 bílý věž | e6 bílý pěšec · d5 černý pěšec · c4 černý pěšec · g4 černý pěšec · b3 černý pěšec · c3 bílý pěšec · e3 černý král · f3 bílý pěšec · g3 bílý pěšec · h3 černý pěšec · b2 bílý pěšec · h2 bílý pěšec · a1 bílý věž · e1 bílý král · h1 bílý věž | e6 bílý pěšec · d5 černý pěšec · c4 černý pěšec · g4 černý pěšec · b3 černý pěšec · c3 bílý pěšec · e3 černý král · f3 bílý pěšec · g3 bílý pěšec · h3 černý pěšec · b2 bílý pěšec · h2 bílý pěšec · a1 bílý věž · e1 bílý král · h1 bílý věž | e6 bílý pěšec · d5 černý pěšec · c4 černý pěšec · g4 černý pěšec · b3 černý pěšec · c3 bílý pěšec · e3 černý král · f3 bílý pěšec · g3 bílý pěšec · h3 černý pěšec · b2 bílý pěšec · h2 bílý pěšec · a1 bílý věž · e1 bílý král · h1 bílý věž | e6 bílý pěšec · d5 černý pěšec · c4 černý pěšec · g4 černý pěšec · b3 černý pěšec · c3 bílý pěšec · e3 černý král · f3 bílý pěšec · g3 bílý pěšec · h3 černý pěšec · b2 bílý pěšec · h2 bílý pěšec · a1 bílý věž · e1 bílý král · h1 bílý věž | e6 bílý pěšec · d5 černý pěšec · c4 černý pěšec · g4 černý pěšec · b3 černý pěšec · c3 bílý pěšec · e3 černý král · f3 bílý pěšec · g3 bílý pěšec · h3 černý pěšec · b2 bílý pěšec · h2 bílý pěšec · a1 bílý věž · e1 bílý král · h1 bílý věž | e6 bílý pěšec · d5 černý pěšec · c4 černý pěšec · g4 černý pěšec · b3 černý pěšec · c3 bílý pěšec · e3 černý král · f3 bílý pěšec · g3 bílý pěšec · h3 černý pěšec · b2 bílý pěšec · h2 bílý pěšec · a1 bílý věž · e1 bílý král · h1 bílý věž | e6 bílý pěšec · d5 černý pěšec · c4 černý pěšec · g4 černý pěšec · b3 černý pěšec · c3 bílý pěšec · e3 černý král · f3 bílý pěšec · g3 bílý pěšec · h3 černý pěšec · b2 bílý pěšec · h2 bílý pěšec · a1 bílý věž · e1 bílý král · h1 bílý věž | 4 |
| 3 | e6 bílý pěšec · d5 černý pěšec · c4 černý pěšec · g4 černý pěšec · b3 černý pěšec · c3 bílý pěšec · e3 černý král · f3 bílý pěšec · g3 bílý pěšec · h3 černý pěšec · b2 bílý pěšec · h2 bílý pěšec · a1 bílý věž · e1 bílý král · h1 bílý věž | e6 bílý pěšec · d5 černý pěšec · c4 černý pěšec · g4 černý pěšec · b3 černý pěšec · c3 bílý pěšec · e3 černý král · f3 bílý pěšec · g3 bílý pěšec · h3 černý pěšec · b2 bílý pěšec · h2 bílý pěšec · a1 bílý věž · e1 bílý král · h1 bílý věž | e6 bílý pěšec · d5 černý pěšec · c4 černý pěšec · g4 černý pěšec · b3 černý pěšec · c3 bílý pěšec · e3 černý král · f3 bílý pěšec · g3 bílý pěšec · h3 černý pěšec · b2 bílý pěšec · h2 bílý pěšec · a1 bílý věž · e1 bílý král · h1 bílý věž | e6 bílý pěšec · d5 černý pěšec · c4 černý pěšec · g4 černý pěšec · b3 černý pěšec · c3 bílý pěšec · e3 černý král · f3 bílý pěšec · g3 bílý pěšec · h3 černý pěšec · b2 bílý pěšec · h2 bílý pěšec · a1 bílý věž · e1 bílý král · h1 bílý věž | e6 bílý pěšec · d5 černý pěšec · c4 černý pěšec · g4 černý pěšec · b3 černý pěšec · c3 bílý pěšec · e3 černý král · f3 bílý pěšec · g3 bílý pěšec · h3 černý pěšec · b2 bílý pěšec · h2 bílý pěšec · a1 bílý věž · e1 bílý král · h1 bílý věž | e6 bílý pěšec · d5 černý pěšec · c4 černý pěšec · g4 černý pěšec · b3 černý pěšec · c3 bílý pěšec · e3 černý král · f3 bílý pěšec · g3 bílý pěšec · h3 černý pěšec · b2 bílý pěšec · h2 bílý pěšec · a1 bílý věž · e1 bílý král · h1 bílý věž | e6 bílý pěšec · d5 černý pěšec · c4 černý pěšec · g4 černý pěšec · b3 černý pěšec · c3 bílý pěšec · e3 černý král · f3 bílý pěšec · g3 bílý pěšec · h3 černý pěšec · b2 bílý pěšec · h2 bílý pěšec · a1 bílý věž · e1 bílý král · h1 bílý věž | e6 bílý pěšec · d5 černý pěšec · c4 černý pěšec · g4 černý pěšec · b3 černý pěšec · c3 bílý pěšec · e3 černý král · f3 bílý pěšec · g3 bílý pěšec · h3 černý pěšec · b2 bílý pěšec · h2 bílý pěšec · a1 bílý věž · e1 bílý král · h1 bílý věž | 3 |
| 2 | e6 bílý pěšec · d5 černý pěšec · c4 černý pěšec · g4 černý pěšec · b3 černý pěšec · c3 bílý pěšec · e3 černý král · f3 bílý pěšec · g3 bílý pěšec · h3 černý pěšec · b2 bílý pěšec · h2 bílý pěšec · a1 bílý věž · e1 bílý král · h1 bílý věž | e6 bílý pěšec · d5 černý pěšec · c4 černý pěšec · g4 černý pěšec · b3 černý pěšec · c3 bílý pěšec · e3 černý král · f3 bílý pěšec · g3 bílý pěšec · h3 černý pěšec · b2 bílý pěšec · h2 bílý pěšec · a1 bílý věž · e1 bílý král · h1 bílý věž | e6 bílý pěšec · d5 černý pěšec · c4 černý pěšec · g4 černý pěšec · b3 černý pěšec · c3 bílý pěšec · e3 černý král · f3 bílý pěšec · g3 bílý pěšec · h3 černý pěšec · b2 bílý pěšec · h2 bílý pěšec · a1 bílý věž · e1 bílý král · h1 bílý věž | e6 bílý pěšec · d5 černý pěšec · c4 černý pěšec · g4 černý pěšec · b3 černý pěšec · c3 bílý pěšec · e3 černý král · f3 bílý pěšec · g3 bílý pěšec · h3 černý pěšec · b2 bílý pěšec · h2 bílý pěšec · a1 bílý věž · e1 bílý král · h1 bílý věž | e6 bílý pěšec · d5 černý pěšec · c4 černý pěšec · g4 černý pěšec · b3 černý pěšec · c3 bílý pěšec · e3 černý král · f3 bílý pěšec · g3 bílý pěšec · h3 černý pěšec · b2 bílý pěšec · h2 bílý pěšec · a1 bílý věž · e1 bílý král · h1 bílý věž | e6 bílý pěšec · d5 černý pěšec · c4 černý pěšec · g4 černý pěšec · b3 černý pěšec · c3 bílý pěšec · e3 černý král · f3 bílý pěšec · g3 bílý pěšec · h3 černý pěšec · b2 bílý pěšec · h2 bílý pěšec · a1 bílý věž · e1 bílý král · h1 bílý věž | e6 bílý pěšec · d5 černý pěšec · c4 černý pěšec · g4 černý pěšec · b3 černý pěšec · c3 bílý pěšec · e3 černý král · f3 bílý pěšec · g3 bílý pěšec · h3 černý pěšec · b2 bílý pěšec · h2 bílý pěšec · a1 bílý věž · e1 bílý král · h1 bílý věž | e6 bílý pěšec · d5 černý pěšec · c4 černý pěšec · g4 černý pěšec · b3 černý pěšec · c3 bílý pěšec · e3 černý král · f3 bílý pěšec · g3 bílý pěšec · h3 černý pěšec · b2 bílý pěšec · h2 bílý pěšec · a1 bílý věž · e1 bílý král · h1 bílý věž | 2 |
| 1 | e6 bílý pěšec · d5 černý pěšec · c4 černý pěšec · g4 černý pěšec · b3 černý pěšec · c3 bílý pěšec · e3 černý král · f3 bílý pěšec · g3 bílý pěšec · h3 černý pěšec · b2 bílý pěšec · h2 bílý pěšec · a1 bílý věž · e1 bílý král · h1 bílý věž | e6 bílý pěšec · d5 černý pěšec · c4 černý pěšec · g4 černý pěšec · b3 černý pěšec · c3 bílý pěšec · e3 černý král · f3 bílý pěšec · g3 bílý pěšec · h3 černý pěšec · b2 bílý pěšec · h2 bílý pěšec · a1 bílý věž · e1 bílý král · h1 bílý věž | e6 bílý pěšec · d5 černý pěšec · c4 černý pěšec · g4 černý pěšec · b3 černý pěšec · c3 bílý pěšec · e3 černý král · f3 bílý pěšec · g3 bílý pěšec · h3 černý pěšec · b2 bílý pěšec · h2 bílý pěšec · a1 bílý věž · e1 bílý král · h1 bílý věž | e6 bílý pěšec · d5 černý pěšec · c4 černý pěšec · g4 černý pěšec · b3 černý pěšec · c3 bílý pěšec · e3 černý král · f3 bílý pěšec · g3 bílý pěšec · h3 černý pěšec · b2 bílý pěšec · h2 bílý pěšec · a1 bílý věž · e1 bílý král · h1 bílý věž | e6 bílý pěšec · d5 černý pěšec · c4 černý pěšec · g4 černý pěšec · b3 černý pěšec · c3 bílý pěšec · e3 černý král · f3 bílý pěšec · g3 bílý pěšec · h3 černý pěšec · b2 bílý pěšec · h2 bílý pěšec · a1 bílý věž · e1 bílý král · h1 bílý věž | e6 bílý pěšec · d5 černý pěšec · c4 černý pěšec · g4 černý pěšec · b3 černý pěšec · c3 bílý pěšec · e3 černý král · f3 bílý pěšec · g3 bílý pěšec · h3 černý pěšec · b2 bílý pěšec · h2 bílý pěšec · a1 bílý věž · e1 bílý král · h1 bílý věž | e6 bílý pěšec · d5 černý pěšec · c4 černý pěšec · g4 černý pěšec · b3 černý pěšec · c3 bílý pěšec · e3 černý král · f3 bílý pěšec · g3 bílý pěšec · h3 černý pěšec · b2 bílý pěšec · h2 bílý pěšec · a1 bílý věž · e1 bílý král · h1 bílý věž | e6 bílý pěšec · d5 černý pěšec · c4 černý pěšec · g4 černý pěšec · b3 černý pěšec · c3 bílý pěšec · e3 černý král · f3 bílý pěšec · g3 bílý pěšec · h3 černý pěšec · b2 bílý pěšec · h2 bílý pěšec · a1 bílý věž · e1 bílý král · h1 bílý věž | 1 |
|   | a | b | c | d | e | f | g | h |   |

Šachová pravidla jsou poměrně jednoduchá a jasně definovaná. Přesto si někdy skladatelé všimnou různých nejasností a využijí je k vytvoření žertovných úloh. Typickým příkladem může být pozice zobrazená na druhém diagramu. Podle zadání má bílý dát mat prvním tahem. Na první pohled je to zcela nemožné. Řešením je proměna bílého pěšce v černého jezdce na poli b8, čímž černý král přijde o jedinou možnou únikovou cestu. Současná pravidla Mezinárodní šachové federace však požadují, aby se pěšec vždy proměnil ve figuru stejné barvy.
O něco propracovanější příklad složil nizozemský spisovatel a šachista Tim Krabbé, který využil mezery v definici rošády. Na třetím diagramu má bílý dát mat 3. tahem. Hlavní variantou řešení je 1. e7 Kxf3 2. e8V! Kg2 3. O-O-O-O! mat. Bílý za pomoci své nově proměněné věže rochuje tak, že přesune krále na e3 a věž na e2. Šachová pravidla platná v té době tah nezakazovala, protože věž na e8 se ještě nepohnula. Mezinárodní šachová federace následně přijala k pravidlu rošády dodatek, že rochující věž musí stát na stejné řadě šachovnice jako král.

## Neobvyklá pozice nebo pohyb kamene
|   | a | b | c | d | e | f | g | h |   |
| 8 | d8 bílý dáma · a7 černý pěšec · a6 bílý pěšec · b6 bílý pěšec · f6 černý pěšec · a5 bílý věž · f5 bílý pěšec · b4 černý pěšec · c4 bílý pěšec · f4 černý pěšec · h4 bílý pěšec · a3 bílý jezdec · e3 bílý střelec · f3 bílý jezdec · a2 černý král · b2 černý věž · e2 bílý střelec · f2 bílý král · h2 bílý pěšec · e1 bílý věž | d8 bílý dáma · a7 černý pěšec · a6 bílý pěšec · b6 bílý pěšec · f6 černý pěšec · a5 bílý věž · f5 bílý pěšec · b4 černý pěšec · c4 bílý pěšec · f4 černý pěšec · h4 bílý pěšec · a3 bílý jezdec · e3 bílý střelec · f3 bílý jezdec · a2 černý král · b2 černý věž · e2 bílý střelec · f2 bílý král · h2 bílý pěšec · e1 bílý věž | d8 bílý dáma · a7 černý pěšec · a6 bílý pěšec · b6 bílý pěšec · f6 černý pěšec · a5 bílý věž · f5 bílý pěšec · b4 černý pěšec · c4 bílý pěšec · f4 černý pěšec · h4 bílý pěšec · a3 bílý jezdec · e3 bílý střelec · f3 bílý jezdec · a2 černý král · b2 černý věž · e2 bílý střelec · f2 bílý král · h2 bílý pěšec · e1 bílý věž | d8 bílý dáma · a7 černý pěšec · a6 bílý pěšec · b6 bílý pěšec · f6 černý pěšec · a5 bílý věž · f5 bílý pěšec · b4 černý pěšec · c4 bílý pěšec · f4 černý pěšec · h4 bílý pěšec · a3 bílý jezdec · e3 bílý střelec · f3 bílý jezdec · a2 černý král · b2 černý věž · e2 bílý střelec · f2 bílý král · h2 bílý pěšec · e1 bílý věž | d8 bílý dáma · a7 černý pěšec · a6 bílý pěšec · b6 bílý pěšec · f6 černý pěšec · a5 bílý věž · f5 bílý pěšec · b4 černý pěšec · c4 bílý pěšec · f4 černý pěšec · h4 bílý pěšec · a3 bílý jezdec · e3 bílý střelec · f3 bílý jezdec · a2 černý král · b2 černý věž · e2 bílý střelec · f2 bílý král · h2 bílý pěšec · e1 bílý věž | d8 bílý dáma · a7 černý pěšec · a6 bílý pěšec · b6 bílý pěšec · f6 černý pěšec · a5 bílý věž · f5 bílý pěšec · b4 černý pěšec · c4 bílý pěšec · f4 černý pěšec · h4 bílý pěšec · a3 bílý jezdec · e3 bílý střelec · f3 bílý jezdec · a2 černý král · b2 černý věž · e2 bílý střelec · f2 bílý král · h2 bílý pěšec · e1 bílý věž | d8 bílý dáma · a7 černý pěšec · a6 bílý pěšec · b6 bílý pěšec · f6 černý pěšec · a5 bílý věž · f5 bílý pěšec · b4 černý pěšec · c4 bílý pěšec · f4 černý pěšec · h4 bílý pěšec · a3 bílý jezdec · e3 bílý střelec · f3 bílý jezdec · a2 černý král · b2 černý věž · e2 bílý střelec · f2 bílý král · h2 bílý pěšec · e1 bílý věž | d8 bílý dáma · a7 černý pěšec · a6 bílý pěšec · b6 bílý pěšec · f6 černý pěšec · a5 bílý věž · f5 bílý pěšec · b4 černý pěšec · c4 bílý pěšec · f4 černý pěšec · h4 bílý pěšec · a3 bílý jezdec · e3 bílý střelec · f3 bílý jezdec · a2 černý král · b2 černý věž · e2 bílý střelec · f2 bílý král · h2 bílý pěšec · e1 bílý věž | 8 |
| 7 | d8 bílý dáma · a7 černý pěšec · a6 bílý pěšec · b6 bílý pěšec · f6 černý pěšec · a5 bílý věž · f5 bílý pěšec · b4 černý pěšec · c4 bílý pěšec · f4 černý pěšec · h4 bílý pěšec · a3 bílý jezdec · e3 bílý střelec · f3 bílý jezdec · a2 černý král · b2 černý věž · e2 bílý střelec · f2 bílý král · h2 bílý pěšec · e1 bílý věž | d8 bílý dáma · a7 černý pěšec · a6 bílý pěšec · b6 bílý pěšec · f6 černý pěšec · a5 bílý věž · f5 bílý pěšec · b4 černý pěšec · c4 bílý pěšec · f4 černý pěšec · h4 bílý pěšec · a3 bílý jezdec · e3 bílý střelec · f3 bílý jezdec · a2 černý král · b2 černý věž · e2 bílý střelec · f2 bílý král · h2 bílý pěšec · e1 bílý věž | d8 bílý dáma · a7 černý pěšec · a6 bílý pěšec · b6 bílý pěšec · f6 černý pěšec · a5 bílý věž · f5 bílý pěšec · b4 černý pěšec · c4 bílý pěšec · f4 černý pěšec · h4 bílý pěšec · a3 bílý jezdec · e3 bílý střelec · f3 bílý jezdec · a2 černý král · b2 černý věž · e2 bílý střelec · f2 bílý král · h2 bílý pěšec · e1 bílý věž | d8 bílý dáma · a7 černý pěšec · a6 bílý pěšec · b6 bílý pěšec · f6 černý pěšec · a5 bílý věž · f5 bílý pěšec · b4 černý pěšec · c4 bílý pěšec · f4 černý pěšec · h4 bílý pěšec · a3 bílý jezdec · e3 bílý střelec · f3 bílý jezdec · a2 černý král · b2 černý věž · e2 bílý střelec · f2 bílý král · h2 bílý pěšec · e1 bílý věž | d8 bílý dáma · a7 černý pěšec · a6 bílý pěšec · b6 bílý pěšec · f6 černý pěšec · a5 bílý věž · f5 bílý pěšec · b4 černý pěšec · c4 bílý pěšec · f4 černý pěšec · h4 bílý pěšec · a3 bílý jezdec · e3 bílý střelec · f3 bílý jezdec · a2 černý král · b2 černý věž · e2 bílý střelec · f2 bílý král · h2 bílý pěšec · e1 bílý věž | d8 bílý dáma · a7 černý pěšec · a6 bílý pěšec · b6 bílý pěšec · f6 černý pěšec · a5 bílý věž · f5 bílý pěšec · b4 černý pěšec · c4 bílý pěšec · f4 černý pěšec · h4 bílý pěšec · a3 bílý jezdec · e3 bílý střelec · f3 bílý jezdec · a2 černý král · b2 černý věž · e2 bílý střelec · f2 bílý král · h2 bílý pěšec · e1 bílý věž | d8 bílý dáma · a7 černý pěšec · a6 bílý pěšec · b6 bílý pěšec · f6 černý pěšec · a5 bílý věž · f5 bílý pěšec · b4 černý pěšec · c4 bílý pěšec · f4 černý pěšec · h4 bílý pěšec · a3 bílý jezdec · e3 bílý střelec · f3 bílý jezdec · a2 černý král · b2 černý věž · e2 bílý střelec · f2 bílý král · h2 bílý pěšec · e1 bílý věž | d8 bílý dáma · a7 černý pěšec · a6 bílý pěšec · b6 bílý pěšec · f6 černý pěšec · a5 bílý věž · f5 bílý pěšec · b4 černý pěšec · c4 bílý pěšec · f4 černý pěšec · h4 bílý pěšec · a3 bílý jezdec · e3 bílý střelec · f3 bílý jezdec · a2 černý král · b2 černý věž · e2 bílý střelec · f2 bílý král · h2 bílý pěšec · e1 bílý věž | 7 |
| 6 | d8 bílý dáma · a7 černý pěšec · a6 bílý pěšec · b6 bílý pěšec · f6 černý pěšec · a5 bílý věž · f5 bílý pěšec · b4 černý pěšec · c4 bílý pěšec · f4 černý pěšec · h4 bílý pěšec · a3 bílý jezdec · e3 bílý střelec · f3 bílý jezdec · a2 černý král · b2 černý věž · e2 bílý střelec · f2 bílý král · h2 bílý pěšec · e1 bílý věž | d8 bílý dáma · a7 černý pěšec · a6 bílý pěšec · b6 bílý pěšec · f6 černý pěšec · a5 bílý věž · f5 bílý pěšec · b4 černý pěšec · c4 bílý pěšec · f4 černý pěšec · h4 bílý pěšec · a3 bílý jezdec · e3 bílý střelec · f3 bílý jezdec · a2 černý král · b2 černý věž · e2 bílý střelec · f2 bílý král · h2 bílý pěšec · e1 bílý věž | d8 bílý dáma · a7 černý pěšec · a6 bílý pěšec · b6 bílý pěšec · f6 černý pěšec · a5 bílý věž · f5 bílý pěšec · b4 černý pěšec · c4 bílý pěšec · f4 černý pěšec · h4 bílý pěšec · a3 bílý jezdec · e3 bílý střelec · f3 bílý jezdec · a2 černý král · b2 černý věž · e2 bílý střelec · f2 bílý král · h2 bílý pěšec · e1 bílý věž | d8 bílý dáma · a7 černý pěšec · a6 bílý pěšec · b6 bílý pěšec · f6 černý pěšec · a5 bílý věž · f5 bílý pěšec · b4 černý pěšec · c4 bílý pěšec · f4 černý pěšec · h4 bílý pěšec · a3 bílý jezdec · e3 bílý střelec · f3 bílý jezdec · a2 černý král · b2 černý věž · e2 bílý střelec · f2 bílý král · h2 bílý pěšec · e1 bílý věž | d8 bílý dáma · a7 černý pěšec · a6 bílý pěšec · b6 bílý pěšec · f6 černý pěšec · a5 bílý věž · f5 bílý pěšec · b4 černý pěšec · c4 bílý pěšec · f4 černý pěšec · h4 bílý pěšec · a3 bílý jezdec · e3 bílý střelec · f3 bílý jezdec · a2 černý král · b2 černý věž · e2 bílý střelec · f2 bílý král · h2 bílý pěšec · e1 bílý věž | d8 bílý dáma · a7 černý pěšec · a6 bílý pěšec · b6 bílý pěšec · f6 černý pěšec · a5 bílý věž · f5 bílý pěšec · b4 černý pěšec · c4 bílý pěšec · f4 černý pěšec · h4 bílý pěšec · a3 bílý jezdec · e3 bílý střelec · f3 bílý jezdec · a2 černý král · b2 černý věž · e2 bílý střelec · f2 bílý král · h2 bílý pěšec · e1 bílý věž | d8 bílý dáma · a7 černý pěšec · a6 bílý pěšec · b6 bílý pěšec · f6 černý pěšec · a5 bílý věž · f5 bílý pěšec · b4 černý pěšec · c4 bílý pěšec · f4 černý pěšec · h4 bílý pěšec · a3 bílý jezdec · e3 bílý střelec · f3 bílý jezdec · a2 černý král · b2 černý věž · e2 bílý střelec · f2 bílý král · h2 bílý pěšec · e1 bílý věž | d8 bílý dáma · a7 černý pěšec · a6 bílý pěšec · b6 bílý pěšec · f6 černý pěšec · a5 bílý věž · f5 bílý pěšec · b4 černý pěšec · c4 bílý pěšec · f4 černý pěšec · h4 bílý pěšec · a3 bílý jezdec · e3 bílý střelec · f3 bílý jezdec · a2 černý král · b2 černý věž · e2 bílý střelec · f2 bílý král · h2 bílý pěšec · e1 bílý věž | 6 |
| 5 | d8 bílý dáma · a7 černý pěšec · a6 bílý pěšec · b6 bílý pěšec · f6 černý pěšec · a5 bílý věž · f5 bílý pěšec · b4 černý pěšec · c4 bílý pěšec · f4 černý pěšec · h4 bílý pěšec · a3 bílý jezdec · e3 bílý střelec · f3 bílý jezdec · a2 černý král · b2 černý věž · e2 bílý střelec · f2 bílý král · h2 bílý pěšec · e1 bílý věž | d8 bílý dáma · a7 černý pěšec · a6 bílý pěšec · b6 bílý pěšec · f6 černý pěšec · a5 bílý věž · f5 bílý pěšec · b4 černý pěšec · c4 bílý pěšec · f4 černý pěšec · h4 bílý pěšec · a3 bílý jezdec · e3 bílý střelec · f3 bílý jezdec · a2 černý král · b2 černý věž · e2 bílý střelec · f2 bílý král · h2 bílý pěšec · e1 bílý věž | d8 bílý dáma · a7 černý pěšec · a6 bílý pěšec · b6 bílý pěšec · f6 černý pěšec · a5 bílý věž · f5 bílý pěšec · b4 černý pěšec · c4 bílý pěšec · f4 černý pěšec · h4 bílý pěšec · a3 bílý jezdec · e3 bílý střelec · f3 bílý jezdec · a2 černý král · b2 černý věž · e2 bílý střelec · f2 bílý král · h2 bílý pěšec · e1 bílý věž | d8 bílý dáma · a7 černý pěšec · a6 bílý pěšec · b6 bílý pěšec · f6 černý pěšec · a5 bílý věž · f5 bílý pěšec · b4 černý pěšec · c4 bílý pěšec · f4 černý pěšec · h4 bílý pěšec · a3 bílý jezdec · e3 bílý střelec · f3 bílý jezdec · a2 černý král · b2 černý věž · e2 bílý střelec · f2 bílý král · h2 bílý pěšec · e1 bílý věž | d8 bílý dáma · a7 černý pěšec · a6 bílý pěšec · b6 bílý pěšec · f6 černý pěšec · a5 bílý věž · f5 bílý pěšec · b4 černý pěšec · c4 bílý pěšec · f4 černý pěšec · h4 bílý pěšec · a3 bílý jezdec · e3 bílý střelec · f3 bílý jezdec · a2 černý král · b2 černý věž · e2 bílý střelec · f2 bílý král · h2 bílý pěšec · e1 bílý věž | d8 bílý dáma · a7 černý pěšec · a6 bílý pěšec · b6 bílý pěšec · f6 černý pěšec · a5 bílý věž · f5 bílý pěšec · b4 černý pěšec · c4 bílý pěšec · f4 černý pěšec · h4 bílý pěšec · a3 bílý jezdec · e3 bílý střelec · f3 bílý jezdec · a2 černý král · b2 černý věž · e2 bílý střelec · f2 bílý král · h2 bílý pěšec · e1 bílý věž | d8 bílý dáma · a7 černý pěšec · a6 bílý pěšec · b6 bílý pěšec · f6 černý pěšec · a5 bílý věž · f5 bílý pěšec · b4 černý pěšec · c4 bílý pěšec · f4 černý pěšec · h4 bílý pěšec · a3 bílý jezdec · e3 bílý střelec · f3 bílý jezdec · a2 černý král · b2 černý věž · e2 bílý střelec · f2 bílý král · h2 bílý pěšec · e1 bílý věž | d8 bílý dáma · a7 černý pěšec · a6 bílý pěšec · b6 bílý pěšec · f6 černý pěšec · a5 bílý věž · f5 bílý pěšec · b4 černý pěšec · c4 bílý pěšec · f4 černý pěšec · h4 bílý pěšec · a3 bílý jezdec · e3 bílý střelec · f3 bílý jezdec · a2 černý král · b2 černý věž · e2 bílý střelec · f2 bílý král · h2 bílý pěšec · e1 bílý věž | 5 |
| 4 | d8 bílý dáma · a7 černý pěšec · a6 bílý pěšec · b6 bílý pěšec · f6 černý pěšec · a5 bílý věž · f5 bílý pěšec · b4 černý pěšec · c4 bílý pěšec · f4 černý pěšec · h4 bílý pěšec · a3 bílý jezdec · e3 bílý střelec · f3 bílý jezdec · a2 černý král · b2 černý věž · e2 bílý střelec · f2 bílý král · h2 bílý pěšec · e1 bílý věž | d8 bílý dáma · a7 černý pěšec · a6 bílý pěšec · b6 bílý pěšec · f6 černý pěšec · a5 bílý věž · f5 bílý pěšec · b4 černý pěšec · c4 bílý pěšec · f4 černý pěšec · h4 bílý pěšec · a3 bílý jezdec · e3 bílý střelec · f3 bílý jezdec · a2 černý král · b2 černý věž · e2 bílý střelec · f2 bílý král · h2 bílý pěšec · e1 bílý věž | d8 bílý dáma · a7 černý pěšec · a6 bílý pěšec · b6 bílý pěšec · f6 černý pěšec · a5 bílý věž · f5 bílý pěšec · b4 černý pěšec · c4 bílý pěšec · f4 černý pěšec · h4 bílý pěšec · a3 bílý jezdec · e3 bílý střelec · f3 bílý jezdec · a2 černý král · b2 černý věž · e2 bílý střelec · f2 bílý král · h2 bílý pěšec · e1 bílý věž | d8 bílý dáma · a7 černý pěšec · a6 bílý pěšec · b6 bílý pěšec · f6 černý pěšec · a5 bílý věž · f5 bílý pěšec · b4 černý pěšec · c4 bílý pěšec · f4 černý pěšec · h4 bílý pěšec · a3 bílý jezdec · e3 bílý střelec · f3 bílý jezdec · a2 černý král · b2 černý věž · e2 bílý střelec · f2 bílý král · h2 bílý pěšec · e1 bílý věž | d8 bílý dáma · a7 černý pěšec · a6 bílý pěšec · b6 bílý pěšec · f6 černý pěšec · a5 bílý věž · f5 bílý pěšec · b4 černý pěšec · c4 bílý pěšec · f4 černý pěšec · h4 bílý pěšec · a3 bílý jezdec · e3 bílý střelec · f3 bílý jezdec · a2 černý král · b2 černý věž · e2 bílý střelec · f2 bílý král · h2 bílý pěšec · e1 bílý věž | d8 bílý dáma · a7 černý pěšec · a6 bílý pěšec · b6 bílý pěšec · f6 černý pěšec · a5 bílý věž · f5 bílý pěšec · b4 černý pěšec · c4 bílý pěšec · f4 černý pěšec · h4 bílý pěšec · a3 bílý jezdec · e3 bílý střelec · f3 bílý jezdec · a2 černý král · b2 černý věž · e2 bílý střelec · f2 bílý král · h2 bílý pěšec · e1 bílý věž | d8 bílý dáma · a7 černý pěšec · a6 bílý pěšec · b6 bílý pěšec · f6 černý pěšec · a5 bílý věž · f5 bílý pěšec · b4 černý pěšec · c4 bílý pěšec · f4 černý pěšec · h4 bílý pěšec · a3 bílý jezdec · e3 bílý střelec · f3 bílý jezdec · a2 černý král · b2 černý věž · e2 bílý střelec · f2 bílý král · h2 bílý pěšec · e1 bílý věž | d8 bílý dáma · a7 černý pěšec · a6 bílý pěšec · b6 bílý pěšec · f6 černý pěšec · a5 bílý věž · f5 bílý pěšec · b4 černý pěšec · c4 bílý pěšec · f4 černý pěšec · h4 bílý pěšec · a3 bílý jezdec · e3 bílý střelec · f3 bílý jezdec · a2 černý král · b2 černý věž · e2 bílý střelec · f2 bílý král · h2 bílý pěšec · e1 bílý věž | 4 |
| 3 | d8 bílý dáma · a7 černý pěšec · a6 bílý pěšec · b6 bílý pěšec · f6 černý pěšec · a5 bílý věž · f5 bílý pěšec · b4 černý pěšec · c4 bílý pěšec · f4 černý pěšec · h4 bílý pěšec · a3 bílý jezdec · e3 bílý střelec · f3 bílý jezdec · a2 černý král · b2 černý věž · e2 bílý střelec · f2 bílý král · h2 bílý pěšec · e1 bílý věž | d8 bílý dáma · a7 černý pěšec · a6 bílý pěšec · b6 bílý pěšec · f6 černý pěšec · a5 bílý věž · f5 bílý pěšec · b4 černý pěšec · c4 bílý pěšec · f4 černý pěšec · h4 bílý pěšec · a3 bílý jezdec · e3 bílý střelec · f3 bílý jezdec · a2 černý král · b2 černý věž · e2 bílý střelec · f2 bílý král · h2 bílý pěšec · e1 bílý věž | d8 bílý dáma · a7 černý pěšec · a6 bílý pěšec · b6 bílý pěšec · f6 černý pěšec · a5 bílý věž · f5 bílý pěšec · b4 černý pěšec · c4 bílý pěšec · f4 černý pěšec · h4 bílý pěšec · a3 bílý jezdec · e3 bílý střelec · f3 bílý jezdec · a2 černý král · b2 černý věž · e2 bílý střelec · f2 bílý král · h2 bílý pěšec · e1 bílý věž | d8 bílý dáma · a7 černý pěšec · a6 bílý pěšec · b6 bílý pěšec · f6 černý pěšec · a5 bílý věž · f5 bílý pěšec · b4 černý pěšec · c4 bílý pěšec · f4 černý pěšec · h4 bílý pěšec · a3 bílý jezdec · e3 bílý střelec · f3 bílý jezdec · a2 černý král · b2 černý věž · e2 bílý střelec · f2 bílý král · h2 bílý pěšec · e1 bílý věž | d8 bílý dáma · a7 černý pěšec · a6 bílý pěšec · b6 bílý pěšec · f6 černý pěšec · a5 bílý věž · f5 bílý pěšec · b4 černý pěšec · c4 bílý pěšec · f4 černý pěšec · h4 bílý pěšec · a3 bílý jezdec · e3 bílý střelec · f3 bílý jezdec · a2 černý král · b2 černý věž · e2 bílý střelec · f2 bílý král · h2 bílý pěšec · e1 bílý věž | d8 bílý dáma · a7 černý pěšec · a6 bílý pěšec · b6 bílý pěšec · f6 černý pěšec · a5 bílý věž · f5 bílý pěšec · b4 černý pěšec · c4 bílý pěšec · f4 černý pěšec · h4 bílý pěšec · a3 bílý jezdec · e3 bílý střelec · f3 bílý jezdec · a2 černý král · b2 černý věž · e2 bílý střelec · f2 bílý král · h2 bílý pěšec · e1 bílý věž | d8 bílý dáma · a7 černý pěšec · a6 bílý pěšec · b6 bílý pěšec · f6 černý pěšec · a5 bílý věž · f5 bílý pěšec · b4 černý pěšec · c4 bílý pěšec · f4 černý pěšec · h4 bílý pěšec · a3 bílý jezdec · e3 bílý střelec · f3 bílý jezdec · a2 černý král · b2 černý věž · e2 bílý střelec · f2 bílý král · h2 bílý pěšec · e1 bílý věž | d8 bílý dáma · a7 černý pěšec · a6 bílý pěšec · b6 bílý pěšec · f6 černý pěšec · a5 bílý věž · f5 bílý pěšec · b4 černý pěšec · c4 bílý pěšec · f4 černý pěšec · h4 bílý pěšec · a3 bílý jezdec · e3 bílý střelec · f3 bílý jezdec · a2 černý král · b2 černý věž · e2 bílý střelec · f2 bílý král · h2 bílý pěšec · e1 bílý věž | 3 |
| 2 | d8 bílý dáma · a7 černý pěšec · a6 bílý pěšec · b6 bílý pěšec · f6 černý pěšec · a5 bílý věž · f5 bílý pěšec · b4 černý pěšec · c4 bílý pěšec · f4 černý pěšec · h4 bílý pěšec · a3 bílý jezdec · e3 bílý střelec · f3 bílý jezdec · a2 černý král · b2 černý věž · e2 bílý střelec · f2 bílý král · h2 bílý pěšec · e1 bílý věž | d8 bílý dáma · a7 černý pěšec · a6 bílý pěšec · b6 bílý pěšec · f6 černý pěšec · a5 bílý věž · f5 bílý pěšec · b4 černý pěšec · c4 bílý pěšec · f4 černý pěšec · h4 bílý pěšec · a3 bílý jezdec · e3 bílý střelec · f3 bílý jezdec · a2 černý král · b2 černý věž · e2 bílý střelec · f2 bílý král · h2 bílý pěšec · e1 bílý věž | d8 bílý dáma · a7 černý pěšec · a6 bílý pěšec · b6 bílý pěšec · f6 černý pěšec · a5 bílý věž · f5 bílý pěšec · b4 černý pěšec · c4 bílý pěšec · f4 černý pěšec · h4 bílý pěšec · a3 bílý jezdec · e3 bílý střelec · f3 bílý jezdec · a2 černý král · b2 černý věž · e2 bílý střelec · f2 bílý král · h2 bílý pěšec · e1 bílý věž | d8 bílý dáma · a7 černý pěšec · a6 bílý pěšec · b6 bílý pěšec · f6 černý pěšec · a5 bílý věž · f5 bílý pěšec · b4 černý pěšec · c4 bílý pěšec · f4 černý pěšec · h4 bílý pěšec · a3 bílý jezdec · e3 bílý střelec · f3 bílý jezdec · a2 černý král · b2 černý věž · e2 bílý střelec · f2 bílý král · h2 bílý pěšec · e1 bílý věž | d8 bílý dáma · a7 černý pěšec · a6 bílý pěšec · b6 bílý pěšec · f6 černý pěšec · a5 bílý věž · f5 bílý pěšec · b4 černý pěšec · c4 bílý pěšec · f4 černý pěšec · h4 bílý pěšec · a3 bílý jezdec · e3 bílý střelec · f3 bílý jezdec · a2 černý král · b2 černý věž · e2 bílý střelec · f2 bílý král · h2 bílý pěšec · e1 bílý věž | d8 bílý dáma · a7 černý pěšec · a6 bílý pěšec · b6 bílý pěšec · f6 černý pěšec · a5 bílý věž · f5 bílý pěšec · b4 černý pěšec · c4 bílý pěšec · f4 černý pěšec · h4 bílý pěšec · a3 bílý jezdec · e3 bílý střelec · f3 bílý jezdec · a2 černý král · b2 černý věž · e2 bílý střelec · f2 bílý král · h2 bílý pěšec · e1 bílý věž | d8 bílý dáma · a7 černý pěšec · a6 bílý pěšec · b6 bílý pěšec · f6 černý pěšec · a5 bílý věž · f5 bílý pěšec · b4 černý pěšec · c4 bílý pěšec · f4 černý pěšec · h4 bílý pěšec · a3 bílý jezdec · e3 bílý střelec · f3 bílý jezdec · a2 černý král · b2 černý věž · e2 bílý střelec · f2 bílý král · h2 bílý pěšec · e1 bílý věž | d8 bílý dáma · a7 černý pěšec · a6 bílý pěšec · b6 bílý pěšec · f6 černý pěšec · a5 bílý věž · f5 bílý pěšec · b4 černý pěšec · c4 bílý pěšec · f4 černý pěšec · h4 bílý pěšec · a3 bílý jezdec · e3 bílý střelec · f3 bílý jezdec · a2 černý král · b2 černý věž · e2 bílý střelec · f2 bílý král · h2 bílý pěšec · e1 bílý věž | 2 |
| 1 | d8 bílý dáma · a7 černý pěšec · a6 bílý pěšec · b6 bílý pěšec · f6 černý pěšec · a5 bílý věž · f5 bílý pěšec · b4 černý pěšec · c4 bílý pěšec · f4 černý pěšec · h4 bílý pěšec · a3 bílý jezdec · e3 bílý střelec · f3 bílý jezdec · a2 černý král · b2 černý věž · e2 bílý střelec · f2 bílý král · h2 bílý pěšec · e1 bílý věž | d8 bílý dáma · a7 černý pěšec · a6 bílý pěšec · b6 bílý pěšec · f6 černý pěšec · a5 bílý věž · f5 bílý pěšec · b4 černý pěšec · c4 bílý pěšec · f4 černý pěšec · h4 bílý pěšec · a3 bílý jezdec · e3 bílý střelec · f3 bílý jezdec · a2 černý král · b2 černý věž · e2 bílý střelec · f2 bílý král · h2 bílý pěšec · e1 bílý věž | d8 bílý dáma · a7 černý pěšec · a6 bílý pěšec · b6 bílý pěšec · f6 černý pěšec · a5 bílý věž · f5 bílý pěšec · b4 černý pěšec · c4 bílý pěšec · f4 černý pěšec · h4 bílý pěšec · a3 bílý jezdec · e3 bílý střelec · f3 bílý jezdec · a2 černý král · b2 černý věž · e2 bílý střelec · f2 bílý král · h2 bílý pěšec · e1 bílý věž | d8 bílý dáma · a7 černý pěšec · a6 bílý pěšec · b6 bílý pěšec · f6 černý pěšec · a5 bílý věž · f5 bílý pěšec · b4 černý pěšec · c4 bílý pěšec · f4 černý pěšec · h4 bílý pěšec · a3 bílý jezdec · e3 bílý střelec · f3 bílý jezdec · a2 černý král · b2 černý věž · e2 bílý střelec · f2 bílý král · h2 bílý pěšec · e1 bílý věž | d8 bílý dáma · a7 černý pěšec · a6 bílý pěšec · b6 bílý pěšec · f6 černý pěšec · a5 bílý věž · f5 bílý pěšec · b4 černý pěšec · c4 bílý pěšec · f4 černý pěšec · h4 bílý pěšec · a3 bílý jezdec · e3 bílý střelec · f3 bílý jezdec · a2 černý král · b2 černý věž · e2 bílý střelec · f2 bílý král · h2 bílý pěšec · e1 bílý věž | d8 bílý dáma · a7 černý pěšec · a6 bílý pěšec · b6 bílý pěšec · f6 černý pěšec · a5 bílý věž · f5 bílý pěšec · b4 černý pěšec · c4 bílý pěšec · f4 černý pěšec · h4 bílý pěšec · a3 bílý jezdec · e3 bílý střelec · f3 bílý jezdec · a2 černý král · b2 černý věž · e2 bílý střelec · f2 bílý král · h2 bílý pěšec · e1 bílý věž | d8 bílý dáma · a7 černý pěšec · a6 bílý pěšec · b6 bílý pěšec · f6 černý pěšec · a5 bílý věž · f5 bílý pěšec · b4 černý pěšec · c4 bílý pěšec · f4 černý pěšec · h4 bílý pěšec · a3 bílý jezdec · e3 bílý střelec · f3 bílý jezdec · a2 černý král · b2 černý věž · e2 bílý střelec · f2 bílý král · h2 bílý pěšec · e1 bílý věž | d8 bílý dáma · a7 černý pěšec · a6 bílý pěšec · b6 bílý pěšec · f6 černý pěšec · a5 bílý věž · f5 bílý pěšec · b4 černý pěšec · c4 bílý pěšec · f4 černý pěšec · h4 bílý pěšec · a3 bílý jezdec · e3 bílý střelec · f3 bílý jezdec · a2 černý král · b2 černý věž · e2 bílý střelec · f2 bílý král · h2 bílý pěšec · e1 bílý věž | 1 |
|   | a | b | c | d | e | f | g | h |   |

Některé problémy jsou zajímavé svým neobvyklým rozložením kamenů na šachovnici. Některé úlohy s přímým matem a zvláště s pomocným matem byly sestaveny s kameny tvořícími například tvary písmen, číslic nebo dokonce stromu.

### „Úloha smalou domů“
Jeden ze zajímavých problémů je zobrazen na čtvrtém diagramu. Na konci této úlohy se bílé figury dostanou do velmi povědomé pozice. Krabbé tento problém nazval „úloha s malou domů“ (anglicky: back home task). Dále o úloze napsal, že sice postrádá strategii a hlubší téma, neboť všechny tahy černého jsou vynucené, ale je to jedna z nejhumornějších šachových úloh, jaké kdy viděl.
Zadáním úlohy je samomat 8. tahem, to znamená, že bílý musí přinutit černého, aby mu dal mat proti své vůli:
1. Jb1+ Kb3
2. Dd1+ Vc2
3. Sc1 axb6
4. Va1 b5
5. Vh1 bxc4
6. Ke1 c3
7. Jg1 f3
8. Sf1 f2 mat.

### „Housenkové téma“
|   | a | b | c | d | e | f | g | h |   |
| 8 | a8 černý král · a7 bílý pěšec · b7 černý pěšec · b6 černý pěšec · b5 černý pěšec · f5 bílý střelec · b4 černý pěšec · f4 bílý král · b3 černý pěšec · a1 bílý věž | a8 černý král · a7 bílý pěšec · b7 černý pěšec · b6 černý pěšec · b5 černý pěšec · f5 bílý střelec · b4 černý pěšec · f4 bílý král · b3 černý pěšec · a1 bílý věž | a8 černý král · a7 bílý pěšec · b7 černý pěšec · b6 černý pěšec · b5 černý pěšec · f5 bílý střelec · b4 černý pěšec · f4 bílý král · b3 černý pěšec · a1 bílý věž | a8 černý král · a7 bílý pěšec · b7 černý pěšec · b6 černý pěšec · b5 černý pěšec · f5 bílý střelec · b4 černý pěšec · f4 bílý král · b3 černý pěšec · a1 bílý věž | a8 černý král · a7 bílý pěšec · b7 černý pěšec · b6 černý pěšec · b5 černý pěšec · f5 bílý střelec · b4 černý pěšec · f4 bílý král · b3 černý pěšec · a1 bílý věž | a8 černý král · a7 bílý pěšec · b7 černý pěšec · b6 černý pěšec · b5 černý pěšec · f5 bílý střelec · b4 černý pěšec · f4 bílý král · b3 černý pěšec · a1 bílý věž | a8 černý král · a7 bílý pěšec · b7 černý pěšec · b6 černý pěšec · b5 černý pěšec · f5 bílý střelec · b4 černý pěšec · f4 bílý král · b3 černý pěšec · a1 bílý věž | a8 černý král · a7 bílý pěšec · b7 černý pěšec · b6 černý pěšec · b5 černý pěšec · f5 bílý střelec · b4 černý pěšec · f4 bílý král · b3 černý pěšec · a1 bílý věž | 8 |
| 7 | a8 černý král · a7 bílý pěšec · b7 černý pěšec · b6 černý pěšec · b5 černý pěšec · f5 bílý střelec · b4 černý pěšec · f4 bílý král · b3 černý pěšec · a1 bílý věž | a8 černý král · a7 bílý pěšec · b7 černý pěšec · b6 černý pěšec · b5 černý pěšec · f5 bílý střelec · b4 černý pěšec · f4 bílý král · b3 černý pěšec · a1 bílý věž | a8 černý král · a7 bílý pěšec · b7 černý pěšec · b6 černý pěšec · b5 černý pěšec · f5 bílý střelec · b4 černý pěšec · f4 bílý král · b3 černý pěšec · a1 bílý věž | a8 černý král · a7 bílý pěšec · b7 černý pěšec · b6 černý pěšec · b5 černý pěšec · f5 bílý střelec · b4 černý pěšec · f4 bílý král · b3 černý pěšec · a1 bílý věž | a8 černý král · a7 bílý pěšec · b7 černý pěšec · b6 černý pěšec · b5 černý pěšec · f5 bílý střelec · b4 černý pěšec · f4 bílý král · b3 černý pěšec · a1 bílý věž | a8 černý král · a7 bílý pěšec · b7 černý pěšec · b6 černý pěšec · b5 černý pěšec · f5 bílý střelec · b4 černý pěšec · f4 bílý král · b3 černý pěšec · a1 bílý věž | a8 černý král · a7 bílý pěšec · b7 černý pěšec · b6 černý pěšec · b5 černý pěšec · f5 bílý střelec · b4 černý pěšec · f4 bílý král · b3 černý pěšec · a1 bílý věž | a8 černý král · a7 bílý pěšec · b7 černý pěšec · b6 černý pěšec · b5 černý pěšec · f5 bílý střelec · b4 černý pěšec · f4 bílý král · b3 černý pěšec · a1 bílý věž | 7 |
| 6 | a8 černý král · a7 bílý pěšec · b7 černý pěšec · b6 černý pěšec · b5 černý pěšec · f5 bílý střelec · b4 černý pěšec · f4 bílý král · b3 černý pěšec · a1 bílý věž | a8 černý král · a7 bílý pěšec · b7 černý pěšec · b6 černý pěšec · b5 černý pěšec · f5 bílý střelec · b4 černý pěšec · f4 bílý král · b3 černý pěšec · a1 bílý věž | a8 černý král · a7 bílý pěšec · b7 černý pěšec · b6 černý pěšec · b5 černý pěšec · f5 bílý střelec · b4 černý pěšec · f4 bílý král · b3 černý pěšec · a1 bílý věž | a8 černý král · a7 bílý pěšec · b7 černý pěšec · b6 černý pěšec · b5 černý pěšec · f5 bílý střelec · b4 černý pěšec · f4 bílý král · b3 černý pěšec · a1 bílý věž | a8 černý král · a7 bílý pěšec · b7 černý pěšec · b6 černý pěšec · b5 černý pěšec · f5 bílý střelec · b4 černý pěšec · f4 bílý král · b3 černý pěšec · a1 bílý věž | a8 černý král · a7 bílý pěšec · b7 černý pěšec · b6 černý pěšec · b5 černý pěšec · f5 bílý střelec · b4 černý pěšec · f4 bílý král · b3 černý pěšec · a1 bílý věž | a8 černý král · a7 bílý pěšec · b7 černý pěšec · b6 černý pěšec · b5 černý pěšec · f5 bílý střelec · b4 černý pěšec · f4 bílý král · b3 černý pěšec · a1 bílý věž | a8 černý král · a7 bílý pěšec · b7 černý pěšec · b6 černý pěšec · b5 černý pěšec · f5 bílý střelec · b4 černý pěšec · f4 bílý král · b3 černý pěšec · a1 bílý věž | 6 |
| 5 | a8 černý král · a7 bílý pěšec · b7 černý pěšec · b6 černý pěšec · b5 černý pěšec · f5 bílý střelec · b4 černý pěšec · f4 bílý král · b3 černý pěšec · a1 bílý věž | a8 černý král · a7 bílý pěšec · b7 černý pěšec · b6 černý pěšec · b5 černý pěšec · f5 bílý střelec · b4 černý pěšec · f4 bílý král · b3 černý pěšec · a1 bílý věž | a8 černý král · a7 bílý pěšec · b7 černý pěšec · b6 černý pěšec · b5 černý pěšec · f5 bílý střelec · b4 černý pěšec · f4 bílý král · b3 černý pěšec · a1 bílý věž | a8 černý král · a7 bílý pěšec · b7 černý pěšec · b6 černý pěšec · b5 černý pěšec · f5 bílý střelec · b4 černý pěšec · f4 bílý král · b3 černý pěšec · a1 bílý věž | a8 černý král · a7 bílý pěšec · b7 černý pěšec · b6 černý pěšec · b5 černý pěšec · f5 bílý střelec · b4 černý pěšec · f4 bílý král · b3 černý pěšec · a1 bílý věž | a8 černý král · a7 bílý pěšec · b7 černý pěšec · b6 černý pěšec · b5 černý pěšec · f5 bílý střelec · b4 černý pěšec · f4 bílý král · b3 černý pěšec · a1 bílý věž | a8 černý král · a7 bílý pěšec · b7 černý pěšec · b6 černý pěšec · b5 černý pěšec · f5 bílý střelec · b4 černý pěšec · f4 bílý král · b3 černý pěšec · a1 bílý věž | a8 černý král · a7 bílý pěšec · b7 černý pěšec · b6 černý pěšec · b5 černý pěšec · f5 bílý střelec · b4 černý pěšec · f4 bílý král · b3 černý pěšec · a1 bílý věž | 5 |
| 4 | a8 černý král · a7 bílý pěšec · b7 černý pěšec · b6 černý pěšec · b5 černý pěšec · f5 bílý střelec · b4 černý pěšec · f4 bílý král · b3 černý pěšec · a1 bílý věž | a8 černý král · a7 bílý pěšec · b7 černý pěšec · b6 černý pěšec · b5 černý pěšec · f5 bílý střelec · b4 černý pěšec · f4 bílý král · b3 černý pěšec · a1 bílý věž | a8 černý král · a7 bílý pěšec · b7 černý pěšec · b6 černý pěšec · b5 černý pěšec · f5 bílý střelec · b4 černý pěšec · f4 bílý král · b3 černý pěšec · a1 bílý věž | a8 černý král · a7 bílý pěšec · b7 černý pěšec · b6 černý pěšec · b5 černý pěšec · f5 bílý střelec · b4 černý pěšec · f4 bílý král · b3 černý pěšec · a1 bílý věž | a8 černý král · a7 bílý pěšec · b7 černý pěšec · b6 černý pěšec · b5 černý pěšec · f5 bílý střelec · b4 černý pěšec · f4 bílý král · b3 černý pěšec · a1 bílý věž | a8 černý král · a7 bílý pěšec · b7 černý pěšec · b6 černý pěšec · b5 černý pěšec · f5 bílý střelec · b4 černý pěšec · f4 bílý král · b3 černý pěšec · a1 bílý věž | a8 černý král · a7 bílý pěšec · b7 černý pěšec · b6 černý pěšec · b5 černý pěšec · f5 bílý střelec · b4 černý pěšec · f4 bílý král · b3 černý pěšec · a1 bílý věž | a8 černý král · a7 bílý pěšec · b7 černý pěšec · b6 černý pěšec · b5 černý pěšec · f5 bílý střelec · b4 černý pěšec · f4 bílý král · b3 černý pěšec · a1 bílý věž | 4 |
| 3 | a8 černý král · a7 bílý pěšec · b7 černý pěšec · b6 černý pěšec · b5 černý pěšec · f5 bílý střelec · b4 černý pěšec · f4 bílý král · b3 černý pěšec · a1 bílý věž | a8 černý král · a7 bílý pěšec · b7 černý pěšec · b6 černý pěšec · b5 černý pěšec · f5 bílý střelec · b4 černý pěšec · f4 bílý král · b3 černý pěšec · a1 bílý věž | a8 černý král · a7 bílý pěšec · b7 černý pěšec · b6 černý pěšec · b5 černý pěšec · f5 bílý střelec · b4 černý pěšec · f4 bílý král · b3 černý pěšec · a1 bílý věž | a8 černý král · a7 bílý pěšec · b7 černý pěšec · b6 černý pěšec · b5 černý pěšec · f5 bílý střelec · b4 černý pěšec · f4 bílý král · b3 černý pěšec · a1 bílý věž | a8 černý král · a7 bílý pěšec · b7 černý pěšec · b6 černý pěšec · b5 černý pěšec · f5 bílý střelec · b4 černý pěšec · f4 bílý král · b3 černý pěšec · a1 bílý věž | a8 černý král · a7 bílý pěšec · b7 černý pěšec · b6 černý pěšec · b5 černý pěšec · f5 bílý střelec · b4 černý pěšec · f4 bílý král · b3 černý pěšec · a1 bílý věž | a8 černý král · a7 bílý pěšec · b7 černý pěšec · b6 černý pěšec · b5 černý pěšec · f5 bílý střelec · b4 černý pěšec · f4 bílý král · b3 černý pěšec · a1 bílý věž | a8 černý král · a7 bílý pěšec · b7 černý pěšec · b6 černý pěšec · b5 černý pěšec · f5 bílý střelec · b4 černý pěšec · f4 bílý král · b3 černý pěšec · a1 bílý věž | 3 |
| 2 | a8 černý král · a7 bílý pěšec · b7 černý pěšec · b6 černý pěšec · b5 černý pěšec · f5 bílý střelec · b4 černý pěšec · f4 bílý král · b3 černý pěšec · a1 bílý věž | a8 černý král · a7 bílý pěšec · b7 černý pěšec · b6 černý pěšec · b5 černý pěšec · f5 bílý střelec · b4 černý pěšec · f4 bílý král · b3 černý pěšec · a1 bílý věž | a8 černý král · a7 bílý pěšec · b7 černý pěšec · b6 černý pěšec · b5 černý pěšec · f5 bílý střelec · b4 černý pěšec · f4 bílý král · b3 černý pěšec · a1 bílý věž | a8 černý král · a7 bílý pěšec · b7 černý pěšec · b6 černý pěšec · b5 černý pěšec · f5 bílý střelec · b4 černý pěšec · f4 bílý král · b3 černý pěšec · a1 bílý věž | a8 černý král · a7 bílý pěšec · b7 černý pěšec · b6 černý pěšec · b5 černý pěšec · f5 bílý střelec · b4 černý pěšec · f4 bílý král · b3 černý pěšec · a1 bílý věž | a8 černý král · a7 bílý pěšec · b7 černý pěšec · b6 černý pěšec · b5 černý pěšec · f5 bílý střelec · b4 černý pěšec · f4 bílý král · b3 černý pěšec · a1 bílý věž | a8 černý král · a7 bílý pěšec · b7 černý pěšec · b6 černý pěšec · b5 černý pěšec · f5 bílý střelec · b4 černý pěšec · f4 bílý král · b3 černý pěšec · a1 bílý věž | a8 černý král · a7 bílý pěšec · b7 černý pěšec · b6 černý pěšec · b5 černý pěšec · f5 bílý střelec · b4 černý pěšec · f4 bílý král · b3 černý pěšec · a1 bílý věž | 2 |
| 1 | a8 černý král · a7 bílý pěšec · b7 černý pěšec · b6 černý pěšec · b5 černý pěšec · f5 bílý střelec · b4 černý pěšec · f4 bílý král · b3 černý pěšec · a1 bílý věž | a8 černý král · a7 bílý pěšec · b7 černý pěšec · b6 černý pěšec · b5 černý pěšec · f5 bílý střelec · b4 černý pěšec · f4 bílý král · b3 černý pěšec · a1 bílý věž | a8 černý král · a7 bílý pěšec · b7 černý pěšec · b6 černý pěšec · b5 černý pěšec · f5 bílý střelec · b4 černý pěšec · f4 bílý král · b3 černý pěšec · a1 bílý věž | a8 černý král · a7 bílý pěšec · b7 černý pěšec · b6 černý pěšec · b5 černý pěšec · f5 bílý střelec · b4 černý pěšec · f4 bílý král · b3 černý pěšec · a1 bílý věž | a8 černý král · a7 bílý pěšec · b7 černý pěšec · b6 černý pěšec · b5 černý pěšec · f5 bílý střelec · b4 černý pěšec · f4 bílý král · b3 černý pěšec · a1 bílý věž | a8 černý král · a7 bílý pěšec · b7 černý pěšec · b6 černý pěšec · b5 černý pěšec · f5 bílý střelec · b4 černý pěšec · f4 bílý král · b3 černý pěšec · a1 bílý věž | a8 černý král · a7 bílý pěšec · b7 černý pěšec · b6 černý pěšec · b5 černý pěšec · f5 bílý střelec · b4 černý pěšec · f4 bílý král · b3 černý pěšec · a1 bílý věž | a8 černý král · a7 bílý pěšec · b7 černý pěšec · b6 černý pěšec · b5 černý pěšec · f5 bílý střelec · b4 černý pěšec · f4 bílý král · b3 černý pěšec · a1 bílý věž | 1 |
|   | a | b | c | d | e | f | g | h |   |

|   | a | b | c | d | e | f | g | h |   |
| 8 | a8 černý král · a7 bílý pěšec · a6 bílý pěšec · a5 bílý pěšec · a4 bílý pěšec · a3 bílý pěšec · a2 bílý pěšec · a1 bílý věž · e1 bílý král | a8 černý král · a7 bílý pěšec · a6 bílý pěšec · a5 bílý pěšec · a4 bílý pěšec · a3 bílý pěšec · a2 bílý pěšec · a1 bílý věž · e1 bílý král | a8 černý král · a7 bílý pěšec · a6 bílý pěšec · a5 bílý pěšec · a4 bílý pěšec · a3 bílý pěšec · a2 bílý pěšec · a1 bílý věž · e1 bílý král | a8 černý král · a7 bílý pěšec · a6 bílý pěšec · a5 bílý pěšec · a4 bílý pěšec · a3 bílý pěšec · a2 bílý pěšec · a1 bílý věž · e1 bílý král | a8 černý král · a7 bílý pěšec · a6 bílý pěšec · a5 bílý pěšec · a4 bílý pěšec · a3 bílý pěšec · a2 bílý pěšec · a1 bílý věž · e1 bílý král | a8 černý král · a7 bílý pěšec · a6 bílý pěšec · a5 bílý pěšec · a4 bílý pěšec · a3 bílý pěšec · a2 bílý pěšec · a1 bílý věž · e1 bílý král | a8 černý král · a7 bílý pěšec · a6 bílý pěšec · a5 bílý pěšec · a4 bílý pěšec · a3 bílý pěšec · a2 bílý pěšec · a1 bílý věž · e1 bílý král | a8 černý král · a7 bílý pěšec · a6 bílý pěšec · a5 bílý pěšec · a4 bílý pěšec · a3 bílý pěšec · a2 bílý pěšec · a1 bílý věž · e1 bílý král | 8 |
| 7 | a8 černý král · a7 bílý pěšec · a6 bílý pěšec · a5 bílý pěšec · a4 bílý pěšec · a3 bílý pěšec · a2 bílý pěšec · a1 bílý věž · e1 bílý král | a8 černý král · a7 bílý pěšec · a6 bílý pěšec · a5 bílý pěšec · a4 bílý pěšec · a3 bílý pěšec · a2 bílý pěšec · a1 bílý věž · e1 bílý král | a8 černý král · a7 bílý pěšec · a6 bílý pěšec · a5 bílý pěšec · a4 bílý pěšec · a3 bílý pěšec · a2 bílý pěšec · a1 bílý věž · e1 bílý král | a8 černý král · a7 bílý pěšec · a6 bílý pěšec · a5 bílý pěšec · a4 bílý pěšec · a3 bílý pěšec · a2 bílý pěšec · a1 bílý věž · e1 bílý král | a8 černý král · a7 bílý pěšec · a6 bílý pěšec · a5 bílý pěšec · a4 bílý pěšec · a3 bílý pěšec · a2 bílý pěšec · a1 bílý věž · e1 bílý král | a8 černý král · a7 bílý pěšec · a6 bílý pěšec · a5 bílý pěšec · a4 bílý pěšec · a3 bílý pěšec · a2 bílý pěšec · a1 bílý věž · e1 bílý král | a8 černý král · a7 bílý pěšec · a6 bílý pěšec · a5 bílý pěšec · a4 bílý pěšec · a3 bílý pěšec · a2 bílý pěšec · a1 bílý věž · e1 bílý král | a8 černý král · a7 bílý pěšec · a6 bílý pěšec · a5 bílý pěšec · a4 bílý pěšec · a3 bílý pěšec · a2 bílý pěšec · a1 bílý věž · e1 bílý král | 7 |
| 6 | a8 černý král · a7 bílý pěšec · a6 bílý pěšec · a5 bílý pěšec · a4 bílý pěšec · a3 bílý pěšec · a2 bílý pěšec · a1 bílý věž · e1 bílý král | a8 černý král · a7 bílý pěšec · a6 bílý pěšec · a5 bílý pěšec · a4 bílý pěšec · a3 bílý pěšec · a2 bílý pěšec · a1 bílý věž · e1 bílý král | a8 černý král · a7 bílý pěšec · a6 bílý pěšec · a5 bílý pěšec · a4 bílý pěšec · a3 bílý pěšec · a2 bílý pěšec · a1 bílý věž · e1 bílý král | a8 černý král · a7 bílý pěšec · a6 bílý pěšec · a5 bílý pěšec · a4 bílý pěšec · a3 bílý pěšec · a2 bílý pěšec · a1 bílý věž · e1 bílý král | a8 černý král · a7 bílý pěšec · a6 bílý pěšec · a5 bílý pěšec · a4 bílý pěšec · a3 bílý pěšec · a2 bílý pěšec · a1 bílý věž · e1 bílý král | a8 černý král · a7 bílý pěšec · a6 bílý pěšec · a5 bílý pěšec · a4 bílý pěšec · a3 bílý pěšec · a2 bílý pěšec · a1 bílý věž · e1 bílý král | a8 černý král · a7 bílý pěšec · a6 bílý pěšec · a5 bílý pěšec · a4 bílý pěšec · a3 bílý pěšec · a2 bílý pěšec · a1 bílý věž · e1 bílý král | a8 černý král · a7 bílý pěšec · a6 bílý pěšec · a5 bílý pěšec · a4 bílý pěšec · a3 bílý pěšec · a2 bílý pěšec · a1 bílý věž · e1 bílý král | 6 |
| 5 | a8 černý král · a7 bílý pěšec · a6 bílý pěšec · a5 bílý pěšec · a4 bílý pěšec · a3 bílý pěšec · a2 bílý pěšec · a1 bílý věž · e1 bílý král | a8 černý král · a7 bílý pěšec · a6 bílý pěšec · a5 bílý pěšec · a4 bílý pěšec · a3 bílý pěšec · a2 bílý pěšec · a1 bílý věž · e1 bílý král | a8 černý král · a7 bílý pěšec · a6 bílý pěšec · a5 bílý pěšec · a4 bílý pěšec · a3 bílý pěšec · a2 bílý pěšec · a1 bílý věž · e1 bílý král | a8 černý král · a7 bílý pěšec · a6 bílý pěšec · a5 bílý pěšec · a4 bílý pěšec · a3 bílý pěšec · a2 bílý pěšec · a1 bílý věž · e1 bílý král | a8 černý král · a7 bílý pěšec · a6 bílý pěšec · a5 bílý pěšec · a4 bílý pěšec · a3 bílý pěšec · a2 bílý pěšec · a1 bílý věž · e1 bílý král | a8 černý král · a7 bílý pěšec · a6 bílý pěšec · a5 bílý pěšec · a4 bílý pěšec · a3 bílý pěšec · a2 bílý pěšec · a1 bílý věž · e1 bílý král | a8 černý král · a7 bílý pěšec · a6 bílý pěšec · a5 bílý pěšec · a4 bílý pěšec · a3 bílý pěšec · a2 bílý pěšec · a1 bílý věž · e1 bílý král | a8 černý král · a7 bílý pěšec · a6 bílý pěšec · a5 bílý pěšec · a4 bílý pěšec · a3 bílý pěšec · a2 bílý pěšec · a1 bílý věž · e1 bílý král | 5 |
| 4 | a8 černý král · a7 bílý pěšec · a6 bílý pěšec · a5 bílý pěšec · a4 bílý pěšec · a3 bílý pěšec · a2 bílý pěšec · a1 bílý věž · e1 bílý král | a8 černý král · a7 bílý pěšec · a6 bílý pěšec · a5 bílý pěšec · a4 bílý pěšec · a3 bílý pěšec · a2 bílý pěšec · a1 bílý věž · e1 bílý král | a8 černý král · a7 bílý pěšec · a6 bílý pěšec · a5 bílý pěšec · a4 bílý pěšec · a3 bílý pěšec · a2 bílý pěšec · a1 bílý věž · e1 bílý král | a8 černý král · a7 bílý pěšec · a6 bílý pěšec · a5 bílý pěšec · a4 bílý pěšec · a3 bílý pěšec · a2 bílý pěšec · a1 bílý věž · e1 bílý král | a8 černý král · a7 bílý pěšec · a6 bílý pěšec · a5 bílý pěšec · a4 bílý pěšec · a3 bílý pěšec · a2 bílý pěšec · a1 bílý věž · e1 bílý král | a8 černý král · a7 bílý pěšec · a6 bílý pěšec · a5 bílý pěšec · a4 bílý pěšec · a3 bílý pěšec · a2 bílý pěšec · a1 bílý věž · e1 bílý král | a8 černý král · a7 bílý pěšec · a6 bílý pěšec · a5 bílý pěšec · a4 bílý pěšec · a3 bílý pěšec · a2 bílý pěšec · a1 bílý věž · e1 bílý král | a8 černý král · a7 bílý pěšec · a6 bílý pěšec · a5 bílý pěšec · a4 bílý pěšec · a3 bílý pěšec · a2 bílý pěšec · a1 bílý věž · e1 bílý král | 4 |
| 3 | a8 černý král · a7 bílý pěšec · a6 bílý pěšec · a5 bílý pěšec · a4 bílý pěšec · a3 bílý pěšec · a2 bílý pěšec · a1 bílý věž · e1 bílý král | a8 černý král · a7 bílý pěšec · a6 bílý pěšec · a5 bílý pěšec · a4 bílý pěšec · a3 bílý pěšec · a2 bílý pěšec · a1 bílý věž · e1 bílý král | a8 černý král · a7 bílý pěšec · a6 bílý pěšec · a5 bílý pěšec · a4 bílý pěšec · a3 bílý pěšec · a2 bílý pěšec · a1 bílý věž · e1 bílý král | a8 černý král · a7 bílý pěšec · a6 bílý pěšec · a5 bílý pěšec · a4 bílý pěšec · a3 bílý pěšec · a2 bílý pěšec · a1 bílý věž · e1 bílý král | a8 černý král · a7 bílý pěšec · a6 bílý pěšec · a5 bílý pěšec · a4 bílý pěšec · a3 bílý pěšec · a2 bílý pěšec · a1 bílý věž · e1 bílý král | a8 černý král · a7 bílý pěšec · a6 bílý pěšec · a5 bílý pěšec · a4 bílý pěšec · a3 bílý pěšec · a2 bílý pěšec · a1 bílý věž · e1 bílý král | a8 černý král · a7 bílý pěšec · a6 bílý pěšec · a5 bílý pěšec · a4 bílý pěšec · a3 bílý pěšec · a2 bílý pěšec · a1 bílý věž · e1 bílý král | a8 černý král · a7 bílý pěšec · a6 bílý pěšec · a5 bílý pěšec · a4 bílý pěšec · a3 bílý pěšec · a2 bílý pěšec · a1 bílý věž · e1 bílý král | 3 |
| 2 | a8 černý král · a7 bílý pěšec · a6 bílý pěšec · a5 bílý pěšec · a4 bílý pěšec · a3 bílý pěšec · a2 bílý pěšec · a1 bílý věž · e1 bílý král | a8 černý král · a7 bílý pěšec · a6 bílý pěšec · a5 bílý pěšec · a4 bílý pěšec · a3 bílý pěšec · a2 bílý pěšec · a1 bílý věž · e1 bílý král | a8 černý král · a7 bílý pěšec · a6 bílý pěšec · a5 bílý pěšec · a4 bílý pěšec · a3 bílý pěšec · a2 bílý pěšec · a1 bílý věž · e1 bílý král | a8 černý král · a7 bílý pěšec · a6 bílý pěšec · a5 bílý pěšec · a4 bílý pěšec · a3 bílý pěšec · a2 bílý pěšec · a1 bílý věž · e1 bílý král | a8 černý král · a7 bílý pěšec · a6 bílý pěšec · a5 bílý pěšec · a4 bílý pěšec · a3 bílý pěšec · a2 bílý pěšec · a1 bílý věž · e1 bílý král | a8 černý král · a7 bílý pěšec · a6 bílý pěšec · a5 bílý pěšec · a4 bílý pěšec · a3 bílý pěšec · a2 bílý pěšec · a1 bílý věž · e1 bílý král | a8 černý král · a7 bílý pěšec · a6 bílý pěšec · a5 bílý pěšec · a4 bílý pěšec · a3 bílý pěšec · a2 bílý pěšec · a1 bílý věž · e1 bílý král | a8 černý král · a7 bílý pěšec · a6 bílý pěšec · a5 bílý pěšec · a4 bílý pěšec · a3 bílý pěšec · a2 bílý pěšec · a1 bílý věž · e1 bílý král | 2 |
| 1 | a8 černý král · a7 bílý pěšec · a6 bílý pěšec · a5 bílý pěšec · a4 bílý pěšec · a3 bílý pěšec · a2 bílý pěšec · a1 bílý věž · e1 bílý král | a8 černý král · a7 bílý pěšec · a6 bílý pěšec · a5 bílý pěšec · a4 bílý pěšec · a3 bílý pěšec · a2 bílý pěšec · a1 bílý věž · e1 bílý král | a8 černý král · a7 bílý pěšec · a6 bílý pěšec · a5 bílý pěšec · a4 bílý pěšec · a3 bílý pěšec · a2 bílý pěšec · a1 bílý věž · e1 bílý král | a8 černý král · a7 bílý pěšec · a6 bílý pěšec · a5 bílý pěšec · a4 bílý pěšec · a3 bílý pěšec · a2 bílý pěšec · a1 bílý věž · e1 bílý král | a8 černý král · a7 bílý pěšec · a6 bílý pěšec · a5 bílý pěšec · a4 bílý pěšec · a3 bílý pěšec · a2 bílý pěšec · a1 bílý věž · e1 bílý král | a8 černý král · a7 bílý pěšec · a6 bílý pěšec · a5 bílý pěšec · a4 bílý pěšec · a3 bílý pěšec · a2 bílý pěšec · a1 bílý věž · e1 bílý král | a8 černý král · a7 bílý pěšec · a6 bílý pěšec · a5 bílý pěšec · a4 bílý pěšec · a3 bílý pěšec · a2 bílý pěšec · a1 bílý věž · e1 bílý král | a8 černý král · a7 bílý pěšec · a6 bílý pěšec · a5 bílý pěšec · a4 bílý pěšec · a3 bílý pěšec · a2 bílý pěšec · a1 bílý věž · e1 bílý král | 1 |
|   | a | b | c | d | e | f | g | h |   |

Termín „housenkové téma“ (anglicky: caterpillar theme) pochází od Tima Krabbého, který ho používá pro úlohy a studie, v nichž se jeden po druhém pohybují zdvojení nebo ztrojení pěšci. Na diagramu vlevo je zvláště humorný případ, kdy bílý matuje soupeře v 6 tazích. Řešení je 1. Sb1 b2 2. Va2 b3 3. Va3 b4 4. Va4 b5 5. Va5 b6 6. Se4 mat. V jednom svém článku, věnovaném tomuto tématu, Krabbé citoval asi 10 podobných případů.
Americký skladatel William A. Shinkman (1847–1933) sestavil úlohu, zobrazenou na diagramu vpravo, se šesti pěšci za sebou na sloupci a. Vzhledem k tomu, že úloha má být hlavně vtipná, není řešení obtížné:
1. 0-0-0 Kxa7
2. Vd8 Kxa6
3. Vd7 Kxa5
4. Vd6 Kxa4
5. Vd5 Kxa3
6. Vd4 Kxa2
7. Vd3 Ka1
8. Va3 mat."
Velkou vadou úlohy však je, že má i druhé řešení, tzv. duál – tah 1. Kd2 vede k matu v 8 tazích také.

## Humor vtradičnějších šachových úlohách
Humor může být také součástí některých tradičních témat, jako například groteska nebo Excelsior.
Roku 2004 se odehrál kompoziční šachový turnaj zaměřený na humorné šachové koncovky. Dvě vítězné úlohy lze i s řešeními nalézt na webových stránkách Tima Krabbého.